# DAIGO
DAIGO（ダイゴ、1978年4月8日 - ）は、日本の男性シンガーソングライター、ボーカリスト、マルチタレント、作詞家、作曲家。東京都世田谷区出身。身長178cm。本名は内藤 大湖。DAIGO☆STARDUSTの元メンバー、BREAKERZのメンバー。妻は女優の北川景子。

## 来歴

### 1978年 - 2001年（誕生からインディーズバンド時代）
1978年4月8日午後1時2分、東京都中野区にて誕生。3歳から小学3年生の夏までを千葉県市川市で過ごし、祖父が総理大臣に就任することに伴い再び東京都へ移住。世田谷区立代沢小学校から玉川学園中学部・高等部を経て玉川大学文学部芸術学科（音楽専攻）中退。
中学3年の時、兄の持っていたBOØWYのCDをきっかけに、音楽に目覚める。当初はクラシック・ギターを習いに行ったがすぐに辞め、独学でエレキギターを練習した。友人と行ったカラオケで一番上手かったため、ヴォーカルを目指すことになった。また、現在の所属レーベルの先輩であるB'zの大ファンであり、彼らの影響も受けたと自身のブログで語っている。高1でコピーバンドを結成。高3でボイストレーニングを始める。高2でモテることに目覚め（高3時に一学年下の佐藤麻衣と交際していたことを2024年のテレビ出演時に明かした）、校内自分プロモーションの結果、憧れの先輩ランキング3位になったことも重なり、卒業前の学園祭で組んだバンド（JZEIL）が大好評。卒業後も続けることになる。ライブは後輩や友人らが来て満員となり、すぐに事務所がついたほどだった。SIAM SHADEの後輩バンド・JZEIL（ジェイル）のボーカルとして活動。当時は様々なヴィジュアル系バンドが活動する中で、金髪と派手なメイクとセクシーな衣装がトレードマークだった。各音楽誌からは「何と言ってもカリスマボーカリストであるDAIGOが聴き手を吸い込んでしまうほどの独自の世界観を演出」「ロックシーンを塗り替える」という期待を受けプロへの誘いもあったが、良い結果が出せず2001年9月25日バンドは解散。自身は「（2ndミニアルバムは）カッコ良い曲はカッコ良いんですけど、俺のキャパを超えている曲もあったりして、すごいシャウトする曲とか（「自分の声質に合わない」）。それでちょっとずつ、よりヘビーな方に行きたいっていうメンバーとキャッチーなメロディがあるものを歌いたいっていう俺が分かれて来て、“ちょっとここらで1回離れた方がいいんじゃない？”って切りだしたんですよね」と語っている。デモテープ2本、インディーズCD1枚、ミニアルバム2枚をリリースした。当初のヴィジュアル系ルックスから、1stミニアルバムでグラムに（楽曲は普通のロック）、1stフルアルバムで楽曲は洋楽テイストに変化。パンチの強いヴォーカルや高い張り上げヴォイスは現在の面影がないほどだった。年間100本のライブを行い、韓国へも行った。

### 2001年 - 2007年（DAIGO☆STARDUST）
バンド解散後、「DAIGO with The space toys」という名前でソロ歌手としての活動を始める。河村隆一のライブのオープニング・アクトが初ステージだった。地道にライブハウスなどでの活動を続けていた2003年、彼を撮影していた写真家の加藤正憲によって氷室京介を紹介され、1対1で会うこととなる。その際に才能を見出され、「何かしら力になってあげたいよね」とのことで氷室自らデビュー曲のプロデュースを申し出る。以前からBOØWYより多大な影響を受けていた彼にとっては願ってもない出来事だった。そして2003年7月21日、25歳でDAIGO☆STARDUST（ダイゴ スターダスト）（略称は“D☆S”。ファンの総称は“STARDUST軍団”。）として、氷室自身が再始動する際に作曲した「Claudia」の曲にDAIGO作詞による違う歌詞をのせた形の「MARIA」でメジャーデビューを果たす（オリコンチャート64位）。当時は「竹下登の孫」である事実を公表していなかった（後述）。リスペクトしてやまない人物の一人デヴィッド・ボウイの“火星から舞い降りたロックスター”「ジギースターダスト」から名前をとった。本人曰く「カメレオンのように変化していく人に惹かれます。デヴィッド・ボウイを見習ってばりばりのグラムでやることにした」とのこと。
デビュー当時、ドラマやCMに出演するなど期待されていたが売れず、「一つの新しい発明」くらいに真剣にやっていたものが、「そもそもスペイシーってどうなの?」「自分でも一回フラットに考えたいな」と思い、事務所に話しフリーに戻る。2006年10月、レコード会社との契約が切れたが、活動は続けた。セックス・ピストルズをカバーしたり自身の曲をパンクにしたDAIGO☆PUNKSの活動も行った（2011年12月2日、イベントのオープニングアクトで1日限りの復活をした）。「後期からだんだん書く曲もバンド感が濃くなって」「そろそろ新しいことをしたい。暴れたい感じ。シャウトしたい」「メロディが奇麗な曲が大好きで、そういう歌を中心に歌ってきたんですけど、そこからはみ出したい」といった理由から2007年6月4日、DAIGO☆STARDUSTを封印した。2010年2月、1曲だけ披露した。

### 2007年 - 2013年（BREAKERZ）
2007年に音楽活動の拠点をビーイングに移し、男性3人組ロックバンド・BREAKERZとして活動を開始。同時にDAIGOに改名し現在に至る。「BREAKERZは終電」「生涯最後のバンド」とし、バンド名には「自分の限界やジャンルの壁をブッ壊して新しいモノを作っていく」という思いが込められている。同年7月25日、1stアルバム「BREAKERZ」でデビュー。（オリコンチャート300位以下）当初はクールなロックバンドを目指しMCでは笑わないというルールで、楽曲もJZEILに比べメロディ主体で、また現在と比べると洋楽風であったりダークな世界観があった。
同年10月、姉の影木栄貴に『世界バリバリ☆バリュー』“私の家族は有名人”特集の出演依頼が来た際、姉はバンドを結成したばかりのDAIGOをメインに使うことを条件に出演を許可した。家族全員と自宅を公開しなければいけなかったため「おばあちゃん（竹下直子）が駄目と言ったら断念だね」という話をしていたが、祖母は快諾し、家族で出演し話題となった。後日VTRを見た番組スタッフがDAIGOを気に入り、スタジオゲストとして何回か出演。タレント事務所（A-PLUS）に勤めていた元クラスメイトにマネージメントについて相談し、事務所社長と会うことに。社長はDAIGOのキャラを大絶賛、タレントとしてのDAIGOが誕生した。
改名後のDAIGOは「竹下登の孫」であることを公表、同時にBREAKERZの知名度も上昇した。祖父ネタは「開き直り」「出し惜しみなく、フルに活用していくように」なった。また、元首相の孫とは思えぬ若者言葉で話すギャップや、親指を立てたコルナで手の甲を表に向け、腕をクロスさせるポーズと共に発する「うぃっしゅ!」という決め台詞が流行するなど、テレビタレントとしても人気を博している。
1stシングル「SUMMER PARTY」（2008年7月、オリコンチャート10位。以降トップ10内連続チャートイン）は「せっかくだしちょっとロックと自分の個性（「自分ではフツーだと思ってたこの“しゃべり”」）、メディアリンクも含めてそういう曲を！」と作り、タレント活動について他のメンバーも「バンドの彩りを豊かにしていく」と前向きに捉えている。ライヴは「基本ロックだけれど初めて見る人でも楽しめるようエンターテイメントに」また、BREAKERZが男性ファン2%ということに対し「男性ファンが増えてくれるのはもちろん喜ばしいですけど、俺は女性ファンのほうがうれしいです（笑）」と語っている。
「テレビなんか出ないぜ！っていうロッカーなスタイル、俺はすごい好きです。だけど俺の場合、固定観念に縛られてると逆に表現に足かせがかかっちゃう。だから、自分のスタイルを貫くことこそ、ロックだと思うんだ」「今は、歌もバラエティーもすべてガチでやりたいんです。やらせてもらえる今の環境にいるからこそ、オファーには期待をすべて裏切らないように応えたいんですよ。ニーズには応えたいタイプなんでね（笑）」「今は何でも挑戦したい年ごろ（笑）」「“人を楽しませたい欲”が強い」と語りドラマ、ミュージカルなどに出演を果たした。

### 2013年 - 2014年（再びソロへ、DAIGO☆STARDUST復活）
2013年4月BREAKERZのさらなる飛躍のためそれぞれがソロ活動を開始、DAIGOは2013年7月31日ソロ第一弾シングル「いつも抱きしめて / 無限∞REBIRTH」を発売した（オリコンチャート8位）。「バンドサウンドはBREAKERZで満足してる。だから逆にBREAKERZでできないことを」と話しデジタル系楽曲や一部本格ダンスにトライした。
2013年7月12日、DAIGO☆STARDUSTとして10年ぶりの復活ライブ「帰ってきたDAIGO☆STARDUST」を渋谷公会堂で開催。一夜限りの復活ライブとなる予定だったが、あまりに反響が大きかったため、急遽追加公演が決定。同年7月26日、同じく渋谷公会堂にて「帰ってゆくDAIGO☆STARDUST」を行った。なお、DAIGO☆STARDUSTの楽曲は、その後DAIGOのライヴのレパートリーになっている。また、同年にDAIGOとしてのライブツアーも行った。

### 2015年以降（BREAKERZ再始動、結婚）
2015年5月20日、15枚目シングルにてBREAKERZを再始動。「今後はエンタメ感というより、もっとロックに振り切ったBREAKERZを目指してやっていこうと思ってます」なお、ソロ活動も引き続き行っている。
2015年5月19日放送分の『幸せ!ボンビーガール』にて『第38回 24時間テレビ 「愛は地球を救う」』のチャリティーマラソンランナーに任命され、翌週5月26日放送分の生放送部分にてランナーとしての役割を「HM（走ります）」と承諾した。8月22日にマラソンがスタートし、翌23日20時44分（JST）に完走した。
2016年1月10日（110番の日）、警視庁の一日通信指令本部長を務めた。
同年1月11日、女優の北川景子と結婚したことを所属事務所を通して発表した。婚姻届は東京都内の区役所に代理人を通じて提出。同日、都内にてツーショットで記者会見を行った。同年4月29日、都内で挙式を行い、グランドプリンスホテル新高輪で披露宴を行った。北川へのプロポーズソング「KSK」（DAI語で”結婚してください”）をも書き下ろし、DAIGO自身のソロ名義で同年6月15日にリリースした。北川とは交際に至る数年前の2011年に『LADY〜最後の犯罪プロファイル〜』（TBS）初回で共演している。ちなみに入籍日がぞろ目だったこともあってか午前11時11分にちょうど出したという。
2018年7月21日、DAIGO☆STARDUSTデビュー15周年ライブ「DAIGO VS DAIGO☆STARDUST」が中野サンプラザで開催された。
2020年4月22日、妻の北川の第1子妊娠が報じられ、北川が自身の公式サイトで妊娠を正式に報告した。同年9月7日、第1子となる女児が誕生したことを自身のブログで報告した。
2021年10月7日、『ZIP!』の木曜パーソナリティーに就任した。
2023年7月23日、DAIGO☆STARDUSTデビュー20周年記念ライブ「20th ANNIVERSARY “ONE NIGHT SPACEY SHOW” シン・DAIGO☆STARDUST」を品川インターシティホールにて開催した。
2024年1月16日、B ZONE傘下の新レーベル『D5 RECORDS』を発足。
2024年1月31日、第2子となる男児が誕生したことを自身のブログで報告した。

## 人物
本名の「大湖（だいご）」は、「大きい湖のように広い心を持った人間になれ」という意味で名付けられた。
3人姉弟の次男（末っ子）で姉と兄がいる。
好きな食べ物は寿司、ラーメン、焼肉、ポップコーン、キャベツ太郎（「一途に好き」）やうまい棒などのスナック菓子。好きなブランドはRoen、Loree Rodkin、長年愛用している香水はドルチェ&ガッバーナの「ライトブルー」。無名時代からドルチェ&ガッバーナやDiorなどハイブラインドの服を着こなす。
座右の銘は「我が道を行く」。幼いころ、よく祖父に聞かされていたからとのこと。
巨人ファンでもある。
温厚な性格で、平和主義者。DAIGOの姉の著書によると、DAIGOは「姉と兄の肉食獣同士の熾烈な喧嘩を側でながめながら、争いには首をつっこまない草食系の習性を身につけた」とのことである。
テレビ出演時は、「そうっスね」「マジで」「マジっすか?」「ガチで」「ハンパない」「みたいな〜」など典型的な若者言葉（ただし基本的には敬語）でかつ語尾をのばした口調で喋る。DAIGOのこの独特の口調は、『森田一義アワー 笑っていいとも!』で共演したタモリやものまねタレントの花香よしあきら多くのタレントによくものまねをされている。他、明石家さんまと受け答えする際には、「確かにぃ」という台詞をふられるのがお約束となっている。近年は、「KSK（結婚してください）」や「DD（努力大事）」、「GGYK（グイグイヨシコイ）」など、日本語のフレーズなどを数文字のアルファベットに略して表現した「DAI語」を多用している。2015年8月19日にDAI語をまとめた『DAI語辞典』がぴあ株式会社から発売された。
食事の際などを除き、常に指貫グローブを着用している。中には「Roen」製やL'Arc〜en〜Cielのhydeに貰った指貫グローブ、Janne Da Arcのyasuとお揃いのグローブもある。
クイズ番組では博識ぶりを幾度となく披露しており、『ネプリーグ』の漢字書き取りコーナーでもある「ファイブツアーズバギー」では1人目のプレーヤーとして9問連続で正解、『熱血! 平成教育学院』では総合2位という成績を残している。
特技はモノマネで、十八番はサザンオールスターズの「TSUNAMI」。他にも同じビーイング所属の先輩でもあるB'zの稲葉浩志、LUNA SEAの河村隆一などを持ちネタとして、ライブで頻繁に披露している。
DAIGOの生み出したキャラクターにくまパンダがある。グッズもライヴ会場などで販売されている。鳴き声はキューキュー。
ガイナックスのアニメ『新世紀エヴァンゲリオン』のマニアで知られており、登場人物の一人・惣流・アスカ・ラングレーのファンでもある。『踊る!さんま御殿!!』では、アスカ役の声優の宮村優子と共演を果たし、宮村にアスカの声で毒づいて欲しいとのお願いをしたのと同時に自分にMっ気がある旨を告白した。さらに番組収録後、DAIGOが宮村に頼んで自身の目覚まし時計に宮村の声をアラーム音として録音している。その時、「もし日本武道館でライブやるようなことがあったらぜひナレーションをお願いしたい！」と話し、2009年のBREAKERZ初武道館ライブ"WISH"にて実現に至り、エヴァ仕様のオープニングになった。さらにエヴァンゲリオンとNTTドコモのコラボで発売されたエヴァケータイやエヴァスマホは欠かさず購入しており、2012年に発売されたエヴァスマホ「SH-06D NERV」の公式PR動画にもサポーターとして出演した。DAIGOもその動画内で原宿のエヴァストアを訪れ、計48,612円ものエヴァグッズを買っている。
『24時間テレビ 「愛は地球を救う」』のチャリティーマラソン完走後に生放送された『行列のできる法律相談所』において、完走に対するご褒美として主題歌である「残酷な天使のテーゼ」の高橋洋子本人による歌唱が披露された。
競馬好きが高じて番組（「馬の王子様」）を担当した。兄（博文）が競馬を内藤家に持ち込んだと影木が著書の中で語っている。
好きな仮面ライダーシリーズは『仮面ライダーV3』。

### 交友関係
- Janne Da Arc・Acid Black Cherryのボーカル・yasuを兄貴分として慕っており、L'Arc〜en〜Cielのhydeについては「神であり最高の先輩」と語っている。
  - 特にyasuとは週5で食事するほどの仲である。L'Arc〜en〜Cielのライブを見に行った際に、hydeの熱狂的ファンであるyasuと出会い、それ以来の付き合い。祖父の名前を公表するか迷っていた時にyasuに相談したところ、「音楽ができなくなるわけじゃない」「家族なんだから何も後ろめたいことない」と言われ[75]、現在に至る。
  - ブレーク前の2007年に、Acid Black Cherry主催イベント「SWAPPING ROCK PARTY!」にBREAKERZとして出演、この時の転換中に行ったyasuとのコント中に「うぃっしゅ!」というDAIGOオリジナル「ロックポーズ」が誕生した（yasu曰く、本当のロックポーズは親指を立てず中指に付け悪魔の数字「6」を現すが、DAIGOが間違えてしまったらしい）。
  - Acid Black Cherryのカバーアルバム『Recreation2』に収録されている「大都会」にゲストヴォーカルとしてyasuとデュエットしていて、VAMPS主催HALLOWEEN PARTY 2010-2011に転換中のカラオケコーナーにて2人でコントを交え歌ったことがある。
- 元：La'cryma Christi、現：LibraianのボーカルTAKAについても「芸能界の兄貴」と呼んで慕っており、ライブ合間のMCの「だーれーかーなっ?」や「○○（メンバーの名前）を呼ぶ声が小さいな!」を真似している（使用許可は得ている）。また、メイクや髪型もTAKAの影響を受けている部分がある。
- 以前結成していたバンド「JZEIL」時代には元Due'le quartzの雅（現：雅-miyavi-）や元DAS:VASSERの響兵などとも交流があった。

## エピソード
- 15歳の時、小渕恵三元内閣総理大臣から、お年玉として5万円を貰っている。祖父・竹下登からのお年玉は基本的に1万円だったことから、彼の中で「小渕さん、リスペクトですよ」とのこと[76]。
- 実家には、当時官房長官の小渕恵三が昭和64年（1989年1月7日）に、当時の総理大臣官邸の記者会見で掲げた平成の元号が書かれた色紙や、祖父が昭和天皇から手渡された内閣総理大臣任命書、ローマ教皇だったヨハネ・パウロ2世からの贈呈品や、フランス、スペイン、セネガルからの勲章などが秘蔵されている。これはTBSテレビの『世界バリバリ★バリュー』でも紹介された。同局の『うたばん』で「平成」の色紙を鑑定してもらったところ、「価値が高すぎて鑑定出来ない」との結果が出た。なお、河東純一が揮毫した「平成」の色紙は、この放送の後に国立公文書館に寄贈されている[77]。
- 2003年、「DAIGO☆STARDUST」でメジャーデビューした際は「宇宙から舞い降りたロック王子」という設定で活動していたが、（本人曰く）小倉優子の「こりん星人」に比べ設定が甘かったため、次第に演じる本人が厳しくなり、ビーイング移籍を機に封印した。当時は「スペイシー・ハグ」「スペイシー・よちよち」など、自身の行為に「スペイシー」の接頭辞を付けていた。DAIGO☆STARDUSTのキャラについて、土屋アンナからは完全否定されていた[28]が、つんく♂、高見沢俊彦、yasuらからは気に入られていた[22]。
- DAIGO☆STARDUST時代をバラエティ番組ではオチに使っているが、楽曲はL'Arc〜en〜Cielのhydeに「全部イイ」（2ndアルバム）と褒められており[16]、当時hydeから送られてきた電子メールは「ずっと保護して残している」と語っている。
- 指貫きグローブについて以前からライヴなどでしてきていたが、「ある時バラエティ番組に出させてもらった時に、グローブのことをすごい突っ込まれたんで」「その時、“これ、結構いい感じなんじゃないの?”って」[78]と語り「あれが無いとロックポーズも決まらないから」手袋なしのDAIGOは「たぶん3%位（真顔）」とまで言い切るほどである[79]。
- 遠藤久美子と生年月日が同じ[80]。
- 日本テレビ系『天才!志村どうぶつ園』のペンギン（ペンペン）に向けた曲は「I Wish」で、子猿（さくら）旅については「いつも抱きしめて」で表現。また、亡くなったヘアメイク久保田苛湖（カコ）[81]さんへ「YELL」（DAIGOアルバム「DAIGOLD」より）を作った[82]。
- 祖父の実家である竹下本店には、DAIGOの写真をラベルとした清酒「出雲誉」がラインナップされていた。
- 2020年7月26日、自身がメインMCを務める競馬中継『みんなのKEIBA』（フジテレビ）生放送中に5重勝単勝式馬券「WIN5」を的中させ81万6,800円の払い戻しを得た。当日夜に「WIN5　まさかの的中！」と題したブログを更新し的中までの詳細を明かした。

## 家族・親族
- 妻：北川景子（女優）
- 長女：2020年（4 - 5歳）[53][54]
- 長男：2024年（0 - 1歳）[58][59]
- 父：内藤武宣（新聞記者・政治家秘書・武道家）
- 母：内藤まる子（竹下登の二女）
- 姉：影木栄貴（漫画家）[83]
- 祖父：内藤用一郎
- 祖父：竹下登（元内閣総理大臣）
- 祖母：竹下直子（内閣総理大臣夫人）
- 曽祖父：竹下勇造（島根県議会議員）
- 高祖父：竹下儀造（酒造家・政治家）
- 大叔父：竹下亘

## 作品

### シングル
| 全作詞: DAIGO。 |             |       |                |                           |
| #               | タイトル    | 作詞  | 作曲           | 編曲                      |
| 1.              | 「MARIA」   | DAIGO | Kyosuke Himuro | Kazuhisa Yamaguchi、DAIGO |
| 2.              | 「STARS」   | DAIGO | DAIGO          | DAIGO、Kazuhisa Yamaguchi |
| 3.              | 「Feather」 | DAIGO | DAIGO          | DAIGO                     |

| 全作詞・作曲・編曲: DAIGO。 |                              |       |            |
| #                           | タイトル                     | 作詞  | 作曲・編曲 |
| 1.                          | 「永遠のスペースカウボーイ」 | DAIGO | DAIGO      |
| 2.                          | 「D⭐︎TRANCE」                | DAIGO | DAIGO      |
| 3.                          | 「ASH&DIAMONDS」             | DAIGO | DAIGO      |

| 全作詞・作曲: DAIGO。 |                     |       |            |                        |
| #                     | タイトル            | 作詞  | 作曲・編曲 | 編曲                   |
| 1.                    | 「ROCK THE PLANET」 | DAIGO | DAIGO      | DAIGO、Toshiyuki Kishi |
| 2.                    | 「WINGS」           | DAIGO | DAIGO      | Masanori Takumi、DAIGO |

| 全作詞・作曲: DAIGO。 |                      |       |            |                        |
| #                     | タイトル             | 作詞  | 作曲・編曲 | 編曲                   |
| 1.                    | 「デイジー」         | DAIGO | DAIGO      | Masanori Takumi        |
| 2.                    | 「SUMMER ROSE」      | DAIGO | DAIGO      | Masanori Takumi、DAIGO |
| 3.                    | 「さくらの樹の下で」 | DAIGO | DAIGO      | Masanori Takumi        |

| 全作詞・作曲: DAIGO。 |                 |       |            |                     |
| #                     | タイトル        | 作詞  | 作曲・編曲 | 編曲                |
| 1.                    | 「SCAPEGOAT」   | DAIGO | DAIGO      | Masahiko"DATTI"Iida |
| 2.                    | 「RAINY DANCE」 | DAIGO | DAIGO      | goatbed             |

| 全作詞・作曲: DAIGO。 |                          |       |            |                            |
| #                     | タイトル                 | 作詞  | 作曲・編曲 | 編曲                       |
| 1.                    | 「SUPER JOY」            | DAIGO | DAIGO      | Masahiko"DATTI"Iida        |
| 2.                    | 「I fall in love…again」 | DAIGO | DAIGO      | DAIGO、Masahiko"DATTI"Iida |
| 3.                    | 「JUST BEGAN!!」         | DAIGO | DAIGO      | Masanori Takumi            |

|     | 発売日        | タイトル                        | 規格   | 規格品番                    | オリコン | 初収録アルバム |
| --- | ------------- | ------------------------------- | ------ | --------------------------- | -------- | -------------- |
| 1st | 2013年7月31日 | いつも抱きしめて/無限∞REBIRTH   | CD+DVD | ZACL-6027（初回限定盤A）    | 8位      | DAIGOLD        |
| 1st | 2013年7月31日 | いつも抱きしめて/無限∞REBIRTH   | CD+DVD | ZACL-6028（初回限定盤B）    | 8位      | DAIGOLD        |
| 1st | 2013年7月31日 | いつも抱きしめて/無限∞REBIRTH   | CD     | ZACL-4043（通常盤）         | 8位      | DAIGOLD        |
| 2nd | 2013年12月4日 | BUTTERFLY/いま逢いたくて…       | CD+DVD | ZACL-6029（初回限定盤A）    | 7位      | DAIGOLD        |
| 2nd | 2013年12月4日 | BUTTERFLY/いま逢いたくて…       | CD+DVD | ZACL-6030（初回限定盤B）    | 7位      | DAIGOLD        |
| 2nd | 2013年12月4日 | BUTTERFLY/いま逢いたくて…       | CD     | ZACL-4044（通常盤）         | 7位      | DAIGOLD        |
| 3rd | 2014年9月10日 | CHANGE !!/心配症な彼女          | CD+DVD | ZACL-6031（初回限定盤A）    | 10位     | 未公表         |
| 3rd | 2014年9月10日 | CHANGE !!/心配症な彼女          | CD+DVD | ZACL-6032（初回限定盤B）    | 10位     | 未公表         |
| 3rd | 2014年9月10日 | CHANGE !!/心配症な彼女          | CD     | ZACL-4045（通常盤）         | 10位     | 未公表         |
| 4th | 2016年6月15日 | K S K                           | CD+DVD | ZACL-6039（初回限定盤）     | 6位      | 未公表         |
| 4th | 2016年6月15日 | K S K                           | CD     | ZACL-6040（ウェディング盤） | 6位      | 未公表         |
| 5th | 2018年7月11日 | 真夏の残響/今夜、ノスタルジアで | CD+DVD | ZACL-6049（初回限定盤A）    | 10位     | 未公表         |
| 5th | 2018年7月11日 | 真夏の残響/今夜、ノスタルジアで | CD+DVD | ZACL-6050（初回限定盤B）    | 10位     | 未公表         |
| 5th | 2018年7月11日 | 真夏の残響/今夜、ノスタルジアで | CD     | ZACL-6051（通常盤）         | 10位     | 未公表         |

|     | 発売日        | タイトル                    | 規格 | 規格品番                      | オリコン | 初収録アルバム |
| --- | ------------- | --------------------------- | ---- | ----------------------------- | -------- | -------------- |
| 1st | 2024年4月10日 | 一之森大湖です/戻っておくれ | CD   | JBC5-6001（一之森大湖です盤） | 14位     | 未公表         |
| 1st | 2024年4月10日 | 一之森大湖です/戻っておくれ | CD   | JBC5-6002（戻っておくれ盤）   | 14位     | 未公表         |
| 2nd | 2025年6月11日 | 一之森音頭/おひつじ座の男   | CD   | JBC5-6003（一之森音頭盤）     | 22位     | 未公表         |
| 2nd | 2025年6月11日 | 一之森音頭/おひつじ座の男   | CD   | JBC5-6004（おひつじ座の男盤） | 22位     | 未公表         |

### オリジナルアルバム
| 全作詞: DAIGO。 |                              |       |          |                 |
| #               | タイトル                     | 作詞  | 作曲     | 編曲            |
| 1.              | 「The space toy」            | DAIGO | DAIGO    | DAIGO           |
| 2.              | 「STARS」                    | DAIGO | DAIGO    | DAIGO、山口一久 |
| 3.              | 「Queen Stardust」           | DAIGO | DAIGO    | DAIGO           |
| 4.              | 「永遠のスペースカウボーイ」 | DAIGO | DAIGO    | DAIGO           |
| 5.              | 「dear sunshine」            | DAIGO | DAIGO    | DAIGO           |
| 6.              | 「D⭐︎TRANCE」                | DAIGO | DAIGO    | DAIGO           |
| 7.              | 「Dolly」                    | DAIGO | DAIGO    | DAIGO           |
| 8.              | 「ruby & sapphire」          | DAIGO | DAIGO    | DAIGO           |
| 9.              | 「I wanna be your star」     | DAIGO | DAIGO    | DAIGO           |
| 10.             | 「MARIA」                    | DAIGO | 氷室京介 | 山口一久、DAIGO |
| 11.             | 「heavy heavy」              | DAIGO | DAIGO    | DAIGO           |

| #   | タイトル                  | 作詞 | 作曲・編曲 |
| --- | ------------------------- | ---- | ---------- |
| 1.  | 「HELLO CRAZY GENTLEMAN」 |      |            |
| 2.  | 「STAND UP!」             |      |            |
| 3.  | 「SUPER JOY」             |      |            |
| 4.  | 「Unravel」               |      |            |
| 5.  | 「デイジー」              |      |            |
| 6.  | 「SUMMER ROSE」           |      |            |
| 7.  | 「Eternity Summer」       |      |            |
| 8.  | 「SCAPEGOAT」             |      |            |
| 9.  | 「Ray〜夢の彼方へ〜」     |      |            |
| 10. | 「ROCK THE PLANET」       |      |            |
| 11. | 「GOOD BYE FOXY LADY」    |      |            |
| 12. | 「Holy Holy」             |      |            |

|     | 発売日       | タイトル | 規格         | 規格品番                        | オリコン |
| --- | ------------ | -------- | ------------ | ------------------------------- | -------- |
| 1st | 2014年3月5日 | DAIGOLD  | CD+DVD       | ZACL-9072（初回限定盤A）        | 6位      |
| 1st | 2014年3月5日 | DAIGOLD  | CD+DVD       | ZACL-9073（初回限定盤B）        | 6位      |
| 1st | 2014年3月5日 | DAIGOLD  | CD           | ZACL-9074（通常盤）             | 6位      |
| 1st | 2014年3月5日 | DAIGOLD  | CD+DVD+GOODS | ZACF-9003（完全生産限定GOLD盤） | 6位      |

### ベストアルバム
|     | 発売日                       | タイトル            | 規格       | 規格品番   | 収録曲 | オリコン |
| --- | ---------------------------- | ------------------- | ---------- | ---------- | --- | -------- |
| 1st | 2009年2月25日                | DAIGO☆STARDUST BEST | CD         | VICL-63255 | \| # \| タイトル \| 作詞 \| 作曲・編曲 \| \| --- \| ---------------------------- \| ---- \| ---------- \| \| 1. \| 「MARIA」 \| \| \| \| 2. \| 「永遠のスペースカウボーイ」 \| \| \| \| 3. \| 「ROCK THE PLANET」 \| \| \| \| 4. \| 「デイジー」 \| \| \| \| 5. \| 「SUMMER ROSE」 \| \| \| \| 6. \| 「SCAPEGOAT」 \| \| \| \| 7. \| 「SUPER JOY」 \| \| \| \| 8. \| 「I wanna be your star」 \| \| \| \| 9. \| 「STAND UP!」 \| \| \| \| 10. \| 「D⭐︎TRANCE」 \| \| \| \| 11. \| 「Feater」 \| \| \| \| 12. \| 「Ray〜夢の彼方へ〜」 \| \| \| \| 13. \| 「STARS」 \| \| \| \| 14. \| 「Queen Stardust」 \| \| \| \| 15. \| 「HELLO CRAZY GENTLEMAN」 \| \| \| \| 16. \| 「dear sunshine」 \| \| \| \| 17. \| 「heavy heavy」 \| \| \| | 56位     |
|     |                              |                     |            |            | |          |
| #   | タイトル                     | 作詞                | 作曲・編曲 |            | |          |
| 1.  | 「MARIA」                    |                     |            |            | |          |
| 2.  | 「永遠のスペースカウボーイ」 |                     |            |            | |          |
| 3.  | 「ROCK THE PLANET」          |                     |            |            | |          |
| 4.  | 「デイジー」                 |                     |            |            | |          |
| 5.  | 「SUMMER ROSE」              |                     |            |            | |          |
| 6.  | 「SCAPEGOAT」                |                     |            |            | |          |
| 7.  | 「SUPER JOY」                |                     |            |            | |          |
| 8.  | 「I wanna be your star」     |                     |            |            | |          |
| 9.  | 「STAND UP!」                |                     |            |            | |          |
| 10. | 「D⭐︎TRANCE」                |                     |            |            | |          |
| 11. | 「Feater」                   |                     |            |            | |          |
| 12. | 「Ray〜夢の彼方へ〜」        |                     |            |            | |          |
| 13. | 「STARS」                    |                     |            |            | |          |
| 14. | 「Queen Stardust」           |                     |            |            | |          |
| 15. | 「HELLO CRAZY GENTLEMAN」    |                     |            |            | |          |
| 16. | 「dear sunshine」            |                     |            |            | |          |
| 17. | 「heavy heavy」              |                     |            |            | |          |

### カバーアルバム
|     | 発売日        | タイトル | 規格   | 規格品番                 | オリコン |
| --- | ------------- | -------- | ------ | ------------------------ | -------- |
| 1st | 2018年12月8日 | Deing    | CD+DVD | ZACL-9107（初回限定盤A） | 23位     |
| 1st | 2018年12月8日 | Deing    | CD+DVD | ZACL-9108（初回限定盤B） | 23位     |
| 1st | 2018年12月8日 | Deing    | CD     | ZACL-9109（通常盤）      | 23位     |

### コラボレーション楽曲
| 名義               | タイトル            | 担当                 | 初収録作品 |
| ------------------ | ------------------- | -------------------- | --- |
| BUSHI★7            | V-ROAD              | ボーカル・作詞・作曲 | V-ROAD |
| DAIGO with Takamiy | ULTRA BRAVE         | ボーカル・作詞       | 高見沢俊彦プロデュース ウルトラヒーローソング列伝                                                               |
| つるの剛士/DAIGO   | ヒカリノキズナ      | ボーカル・作曲       | つるの剛士 ベスト                                                                                               |
| DAIGO/しまじろう   | KA こうつうあんぜん | ボーカル             | 映画しまじろう『しまじろうとゆうきのうた』オリジナル・サウンドトラック＋テレビ番組『しまじろうのわお!』ヒット曲 |

### 映像作品
|     | 発売日         | タイトル                                                                 | 規格 | 規格品番           |
| --- | -------------- | ------------------------------------------------------------------------ | ---- | ------------------ |
| 1st | 2004年12月16日 | SPACEY TV SHOW                                                           | DVD  | VIBL-234           |
| 1st | 2008年11月19日 | SPACEY TV SHOW                                                           | DVD  | VIBL-525（再発盤） |
| 2nd | 2007年5月30日  | DAIGO☆IMPACT                                                             | DVD  | XQAE-2007          |
| 3rd | 2013年12月18日 | DAIGO☆STARDUST LIVE "ONE NIGHT SPACEY SHOW"「帰ってきた DAIGO☆STARDUST」 | 2DVD | ZABL-5018〜5019    |

|     | 発売日         | タイトル                                                                    | 規格 | 規格品番                                   |
| --- | -------------- | --------------------------------------------------------------------------- | ---- | ------------------------------------------ |
| 1st | 2009年4月8日   | DAIGO TV                                                                    | 2DVD | LPJD-1003（Premium Package受注限定生産盤） |
| 1st | 2009年4月8日   | DAIGO TV                                                                    | DVD  | LPJD-1002（通常盤）                        |
| 2nd | 2013年9月20日  | BSフジ「カンニングのDAI安☆吉日!」Presents DAI☆GO!GO!DVD                     | 2DVD | AVBF-62920〜62921                          |
| 3rd | 2014年12月31日 | LIVE DVD「DAIGO LIVE TOUR 2014"DAIGOLD"FINAL at TOKYO DOME CITY HALL 0429」 | 2DVD | ZABL-5030〜5031                            |
| 4th | 2015年5月2日   | 劇場版カードファイト!! ヴァンガード 3つのゲーム                             | DVD  | PCBG-52468                                 |

### 参加作品
| 発売日        | 作品タイトル                           | アーティスト名 | 収録曲        |
| ------------- | -------------------------------------- | -------------- | ------------- |
| 2008年9月24日 | ビクター・レコーディングス(8)1998-2008 | オムニバス     | MARIA         |
| 2009年6月10日 | 音楽絵巻〜紅盤 燃えよ、わが魂!〜       | TVサントラ     | dear sunshine |
| 2009年6月10日 | 音楽絵巻〜蒼盤 It's Show Time!〜       | TVサントラ     | Unravel       |
| 2010年11月3日 | 戦国BASARA ANIME BEST                  | TVサントラ     | Unravel       |

| 発売日         | 作品タイトル | アーティスト名    | 収録曲                                    |
| -------------- | --- | ----------------- | ----------------------------------------- |
| 2010年5月12日  | 発表!知らなきゃイケない!?最新ワード展覧会                                                                        | オムニバス        | 全曲                                      |
| 2010年6月30日  | Recreation 2 | Acid Black Cherry | 大都会 (Guest Vocals:DAIGO from BREAKERZ) |
| 2014年3月26日  | tsumugu | ダイスケ          | だいすき feat.DAIGO                       |
| 2014年8月27日  | TVアニメ「LOVE STAGE!!」ドラマCD「SUMMER STAGE!!」                                                               | ドラマCD          | 山編「オレを避暑地に連れてって」          |
| 2014年10月22日 | THE BEST OF DETECTIVE CONAN 5〜名探偵コナン テーマ曲集5〜                                                        | TVサントラ        | いま逢いたくて…                           |
| 2014年12月24日 | TVアニメ「カードファイト!! ヴァンガード」ベストアルバム2 〜リンクジョーカー&レギオンメイト編〜                   | TVサントラ        | 無限∞REBIRTH                              |
| 2015年1月28日  | 高見沢俊彦プロデュース ウルトラヒーローソング列伝                                                                | TVサントラ        | ULTRA BRAVE                               |
| 2015年3月11日  | 最新盤!TVサイズ ウルトラマン主題歌集                                                                             | テレビ主題歌      | ULTRA BRAVE (TVサイズ)                    |
| 2016年3月2日   | ウルトラマンシリーズ放送開始50年 ウルトラマン主題歌大全集 1966-2016                                              | テレビ主題歌      | ULTRA BRAVE                               |
| 2016年9月21日  | カミワザ・ワンダ SONG COLLECTION 〜ワンダナンダ!?〜                                                              | オムニバス        | ワンダナンダ!?                            |
| 2016年12月28日 | ウルトラマン 主題歌・挿入歌 大全集 Ultraman Songs Collected Works                                                | TVサントラ        | ULTRA BRAVE                               |
| 2019年4月17日  | つるの剛士 ベスト                                                                                                | つるの剛士        | ヒカリノキズナ                            |
| 2022年6月1日   | ウルトラマン テーマソング・クロニクル ウルトラマン(1966)-ウルトラマントリガー(2021)                              | TVサントラ        | ULTRA BRAVE                               |
| 2025年1月29日  | ULTRAMAN ZERO | オムニバス        | ULTRA BRAVE                               |
| 2025年3月14日  | 映画しまじろう『しまじろうと ゆうきの うた』オリジナル・サウンドトラック+テレビ番組『しまじろうのわお!』ヒット曲 | アニメ・サントラ  | KA こうつうあんぜん                       |

| 発売日         | 作品タイトル                                                       | 主演俳優女優名       |
| -------------- | ------------------------------------------------------------------ | -------------------- |
| 2009年7月3日   | ラブシャッフル                                                     | 玉木宏               |
| 2009年11月25日 | 名探偵コナン 漆黒の追跡者                                          | アニメーション       |
| 2019年4月5日   | 名探偵コナン 漆黒の追跡者                                          | アニメーション       |
| 2011年3月21日  | 君が踊る、夏                                                       | 溝端淳平             |
| 2011年7月6日   | LADY〜最後の犯罪プロファイル〜                                     | 北川景子             |
| 2012年9月21日  | ウルトラマンサーガ                                                 | 特撮映画             |
| 2014年9月26日  | LOVE STAGE!! 第1巻                                                 | アニメーション       |
| 2014年10月31日 | LOVE STAGE!! 第2巻                                                 | アニメーション       |
| 2014年11月28日 | LOVE STAGE!! 第3巻                                                 | アニメーション       |
| 2014年11月28日 | battle for money 戦闘中 第六陣 〜恐竜の乱〜                        | TVバラエティ         |
| 2014年12月26日 | LOVE STAGE!! 第4巻                                                 | アニメーション       |
| 2015年1月30日  | LOVE STAGE!! 第5巻                                                 | アニメーション       |
| 2021年2月24日  | LOVE STAGE!! Blu-ray BOX                                           | アニメーション       |
| 2016年1月6日   | アリのままでいたい                                                 | ドキュメンタリー映画 |
| 2016年7月20日  | ヒガンバナ〜警視庁捜査七課〜                                       | 堀北真希             |
| 2018年4月4日   | ブラックリベンジ                                                   | 木村多江             |
| 2018年7月18日  | 嘘を愛する女                                                       | 長澤まさみ           |
| 2018年10月24日 | NHKDVD みいつけた! ステージでショー 〜コッシーの うみのイエーィ!〜 | 子供向けアニメ       |
| 2019年6月5日   | ニセコイ                                                           | 中島健人、中条あやみ |
| 2019年7月26日  | 劇場版ウルトラマンR/B セレクト!絆のクリスタル                      | 平田雄也             |
| 2019年8月21日  | フォルトゥナの瞳                                                   | 神木隆之介           |
| 2020年2月26日  | ドラマ「貴族誕生 -PRINCE OF LEGEND-」                              | 白濱亜嵐             |
| 2020年9月16日  | 映画「貴族降臨 -PRINCE OF LEGEND-」                                | 白濱亜嵐、片寄涼太   |
| 2021年2月17日  | NHKDVD みいつけた! たいけつ!オフロスキーマッチ                     | 子供向けアニメ       |
| 2021年4月27日  | ウルトラマンゼロ Blu-ray BOX                                       | 南翔太               |
| 2024年11月8日  | 劇場版 シルバニアファミリー フレアからのおくりもの                 | アニメーション       |
| 2024年11月27日 | 映画「仮面ライダーガッチャード ザ・フューチャー・デイブレイク」    | 本島純政             |

### 提供楽曲
- Trignal
  - 優しい声（作詞・作曲）
- Poppin'Party
  - B.O.F（作曲）
- 五関晃一
  - story of us（作詞・作曲）

## タイアップ一覧
| 年     | 楽曲                     | タイアップ先                                                                        |
| ------ | ------------------------ | ----------------------------------------------------------------------------------- |
| 2003年 | 永遠のスペースカウボーイ | ロッテアイス『クールショック』CMソング                                              |
| 2003年 | 永遠のスペースカウボーイ | 日本テレビ制作・日本テレビ系列音楽番組『AX MUSIC-TV』AX POWER PLAY 042テーマソング  |
| 2005年 | SCAPEGOAT                | 日本海テレビ制作・日本テレビ系列音楽番組『プリン・ス』2005年6月度オープニングテーマ |

| 年     | 楽曲                 | タイアップ先 |
| ------ | -------------------- | --- |
| 2013年 | 無限∞REBIRTH         | テレビ東京制作・テレビ東京系列日曜朝アニメ枠『カードファイト!! ヴァンガード リンクジョーカー編』第2期オープニングテーマ |
| 2013年 | 無限∞REBIRTH         | ブシロード『カードファイト!! ヴァンガード DAIGOスペシャルセット』CMソング                                               |
| 2013年 | BUTTERFLY            | テレビ朝日制作・テレビ朝日系列音楽番組『BREAK OUT』2013年12月度オープニングトラック                                     |
| 2013年 | いま逢いたくて…      | 読売テレビ制作・日本テレビ系列アニメ『名探偵コナン』第19シーズン1期エンディングテーマ                                   |
| 2014年 | STAY GOLD            | 日本テレビ系列スポーツ中継番組『スキージャンプ・ワールドカップ2014札幌大会』テーマソング                                |
| 2014年 | CHANGE !!            | 松竹配給映画『劇場版カードファイト!! ヴァンガード「3つのゲーム」』主題歌                                                |
| 2014年 | CHANGE !!            | ブシロード『カードファイト!! ヴァンガード』公式イメージソング                                                           |
| 2014年 | 心配症な彼女         | TBSテレビ制作・TBS系列ワイド番組『ひるおび』2014年9月度エンディングテーマ                                               |
| 2016年 | K S K                | サンリオエンターテイメント『サンリオピューロランド ミラクリュージョン★Happiness』テーマソング                           |
| 2018年 | 今夜、ノスタルジアで | テレビ朝日制作・テレビ朝日系列音楽番組『BREAK OUT』2018年7月度エンディングトラック                                      |

## 出演イベント
| 公演年 | タイトル                                                                             | 公演日・会場                                  |
| ------ | ------------------------------------------------------------------------------------ | --------------------------------------------- |
| 2013年 | HALLOWEEN PARTY 2013                                                                 | 10/19 ワールド記念ホール (兵庫県)             |
| 2013年 | HALLOWEEN PARTY 2013                                                                 | 10/20 ワールド記念ホール (兵庫県)             |
| 2013年 | HALLOWEEN PARTY 2013                                                                 | 10/25 幕張メッセ国際展示場9-11ホール (千葉県) |
| 2013年 | HALLOWEEN PARTY 2013                                                                 | 10/26 幕張メッセ国際展示場9-11ホール (千葉県) |
| 2013年 | HALLOWEEN PARTY 2013                                                                 | 10/27 幕張メッセ国際展示場9-11ホール (千葉県) |
| 2014年 | ミルキィホームズ&ブシロード7周年記念ライブin横浜アリーナ                             | 05/24 横浜アリーナ (神奈川県)                 |
| 2014年 | 堂本ブラザーズバンドラストライブ                                                     | 09/16 ディファ有明 (東京都)                   |
| 2014年 | HALLOWEEN PARTY 2014                                                                 | 10/17 幕張メッセ国際展示場9-11ホール (千葉県) |
| 2014年 | HALLOWEEN PARTY 2014                                                                 | 10/18 幕張メッセ国際展示場9-11ホール (千葉県) |
| 2014年 | HALLOWEEN PARTY 2014                                                                 | 10/19 幕張メッセ国際展示場9-11ホール (千葉県) |
| 2014年 | HALLOWEEN PARTY 2014                                                                 | 10/25 ワールド記念ホール (兵庫県)             |
| 2014年 | HALLOWEEN PARTY 2014                                                                 | 10/26 ワールド記念ホール (兵庫県)             |
| 2014年 | Collabo BANG!                                                                        | 12/27 日本武道館 (東京都)                     |
| 2015年 | 『もし僕!MUSIC SQUARE』 ～I give a song to you～                                     | 04/11 仙台Rensa (宮城県)                      |
| 2016年 | ウルトラマンの日 in 杉並公会堂「THE ROCK 2016」                                      | 07/09 杉並公会堂・大ホール (東京都)           |
| 2016年 | a-nation stadium fes.                                                                | 08/27 味の素スタジアム (東京都)               |
| 2016年 | HALLOWEEN PARTY 2016                                                                 | 10/23 ワールド記念ホール (兵庫県)             |
| 2016年 | HALLOWEEN PARTY 2016                                                                 | 10/29 幕張メッセ国際展示場9-11ホール (千葉県) |
| 2018年 | HMV presents BULLET TRAIN 6th Anniversary Special『"超"超フェス』「"超"夏祭り Day1」 | 08/08 東京国際フォーラム・ホールA (東京都)    |
| 2018年 | HALLOWEEN PARTY 2018                                                                 | 10/27 幕張メッセ国際展示場9-11ホール (千葉県) |
| 2021年 | 20th Orchestra Concert HYDE 黑ミサ 2021 Halloween                                    | 10/30 幕張メッセ国際展示場9-11ホール (千葉県) |
| 2021年 | 20th Orchestra Concert HYDE 黑ミサ 2021 Halloween                                    | 10/31 幕張メッセ国際展示場9-11ホール (千葉県) |
| 2022年 | 「ヴィジュアル系主義」フェス                                                         | 06/11 KT Zepp Yokohama (神奈川県)             |
| 2024年 | OTOKOMAE フェス                                                                      | 01/17 国立代々木競技場・第一体育館 (東京都)   |
| 2025年 | ULTRAMAN MUSIC LIVE ウルトラマンゼロ15周年 ～Beyond the STARS～                      | 03/11 Zepp Haneda (東京都)                    |

## 書籍
- DAIGO ROCK（2008年10月14日、ゴマブックス）
  - フォト&エッセイ公式ガイド本
- DAIGO POP（2008年12月2日、ゴマブックス）
  - フォト&ブログ（2006.5 - 2008.10）
- DAIGOの支持率急上昇!?（2010年9月4日、東京ニュース通信社）
  - TV Bros.と週刊TVガイドでの連載コラム再編など
- DAI語辞典（2015年8月19日、ぴあ株式会社）
- ビッグフェイスくん（2016年12月18日、ワニブックス）[86]
- くまパンダものがたり（2017年9月23日、ワニブックス）

### 写真集
- DAIGOING L.A.（2009年9月10日、学研）

### 漫画
- シザーシスターズ（2011年10月18日、角川書店、アルティマエース創刊号から連載→2012年11月4日からヤングエースに移籍）
姉の影木栄貴とともに原作者である（コミックス第2巻《第1部完》）。現在連載が難しくなり休止中[87]。

### 雑誌連載
- TV Bros.（2008年8月 - 2009年5月、東京ニュース通信社）
- 週刊TVガイド（2008年7月 - 2010年4月、東京ニュース通信社）

## 出演

### テレビ
| タイトル                                            | 放送局           | 放送年月日                                               | 備考 (太字は冠番組)                              |
| --------------------------------------------------- | ---------------- | -------------------------------------------------------- | ------------------------------------------------ |
| 森田一義アワー 笑っていいとも!                      | フジテレビ系列   | 2008年10月 - 2011年3月                                   | 水曜日レギュラー                                 |
| 笑っていいとも!増刊号                               | フジテレビ系列   | 2008年10月 - 2011年3月                                   | 水曜日レギュラー                                 |
| 馬の王子様 Season II                                | フジテレビ系列   | 2010年10月4日 - 2013年3月28日                            | MC                                               |
| 新堂本兄弟                                          | フジテレビ系列   | 2011年8月 - 2014年9月                                    | 堂本ブラザーズバンド BGV                         |
| セノビタビ                                          | フジテレビ系列   | 2016年4月28日                                            | MC                                               |
| ちょっとザワつくイメージ調査 もしかしてズレてる?    | フジテレビ系列   | 2017年1月23日 - 12月25日                                 | MC                                               |
| 馬好王国〜UmazuKingdom〜                            | フジテレビ系列   | 2017年1月8日 - 2023年10月1日                             | MC                                               |
| みんなのKEIBA                                       | フジテレビ系列   | 2010年1月10日 -                                          | ニュースキャスター                               |
| うまレボ!                                           | フジテレビ系列   | 2025年1月4日 -                                           | MC                                               |
| スイッチ!内コーナー「DAI☆さんぽ」                   | 東海テレビ       | 2024年4月1日 -                                           | リポーター                                       |
| カンニングのDAI安吉日!                              | BSフジ           | 2006年4月3日 - 2018年3月25日                             | MC                                               |
| ひるおび                                            | TBS系列          | 2011年08月26日 - 2018年03月16日                          | レギュラー                                       |
| 白熱ライブ ビビット                                 | TBS系列          | 2015年03月31日 - 2016年03月22日                          | 火曜日レギュラー                                 |
| ラストキス〜最後にキスするデート                    | TBS系列          | 2015年10月27日 - 2016年03月22日                          | MC                                               |
| ご対面バラエティー 7時にあいましょう                | TBS系列          | 2016年04月25日 - 2016年12月19日                          | MC                                               |
| ニンゲン観察バラエティ モニタリング                 | TBS系列          | 2012年10月24日 -                                         | 準レギュラー                                     |
| お宝発信タワー DAI-NAMO                             | CBCテレビ        | 2010年10月13日 - 2011年09月21日                          | MC                                               |
| ヴァンガ道                                          | テレビ東京系列   | 2011年10月02日 - 12月28日                                | MC                                               |
| どこでも絶景ドカン風呂～日本一の絶景探しの旅ベスト9 | テレビ東京系列   | 2016年7月17日                                            | MC                                               |
| 超人食堂                                            | テレビ東京系列   | 2025年 -                                                 | レギュラー                                       |
| 3秒聴けば誰でもわかる名曲ベスト100                  | 2019年 -         | レギュラー                                               |                                                  |
| あさイチ                                            | NHK総合          | 2014年10月 - 2015年04月16日                              | 不定期ゲスト                                     |
| ライフUP                                            | NHK総合          | 2016年04月29日・07月18日                                 | MC                                               |
| みいつけた!                                         | NHK Eテレ        | 2013年7月 - 2021年3月21日                                | サボダイゴさん                                   |
| 10min.ボックス 生活・公共                           | NHK Eテレ        | 2019年04月 -                                             | レギュラー                                       |
| 武道館 伝説LIVE〜オフコース・BOØWY・忌野清志郎〜    | NHK BSプレミアム | 2016年06月19日                                           | MC                                               |
| 相葉マナブ                                          | テレビ朝日系列   | 2013年04月 - 2015年12月06日、2020年07月12日 -            | 準レギュラー                                     |
| DAIGOも台所〜きょうの献立何にする?〜                | テレビ朝日系列   | 2022年4月 -                                              | MC                                               |
| キネマのDAIGO☆味                                    | J:COM            | 2015年04月04日 - 2016年03月                              | MC                                               |
| 24時間テレビ 愛は地球を救う38                       | 日本テレビ系列   | 2015年08月22日・08月23日                                 | チャリティーマラソンランナー                     |
| UWASAのネタ                                         | 日本テレビ系列   | 2016年04月24日・08月27日・2017年06月21日・2018年01月06日 | MC                                               |
| 幸せ!ボンビーガール                                 | 日本テレビ系列   | 2011年04月20日 - 2021年09月14日                          | パネリスト(1期は準レギュラー、2期よりレギュラー) |
| 火曜サプライズ                                      | 日本テレビ系列   | 2012年10月24日 - 2021年03月23日                          | レギュラー                                       |
| 天才!志村どうぶつ園                                 | 日本テレビ系列   | 2008年10月18日 - 2020年09月26日                          | パネリスト                                       |
| eGG                                                 | 日本テレビ系列   | 2018年7月20日 -                                          | MC                                               |
| ZIP!                                                | 日本テレビ系列   | 2021年10月4日 - 2023年3月31日                            | 木曜日パーソナリティ                             |
| DAIGOの!世界きまぐれリモートツアー                  | BS日テレ         | 2021年10月05日 - 2022年09月27日                          | MC                                               |
| ヴィジュアル系主義                                  | WOWOW            | 2021年02月07日 - 2022年07月31日                          | ナビゲーター                                     |

| タイトル                                   | 放送局                        | 放送年月日     | 披露曲            |
| ------------------------------------------ | ----------------------------- | -------------- | ----------------- |
| 水曜歌謡祭                                 | フジテレビ系列                | 2015年4月22日  | もしかして PARTII |
| 水曜歌謡祭                                 | フジテレビ系列                | 2015年5月6日   | DESIRE -情熱-     |
| 水曜歌謡祭                                 | フジテレビ系列                | 2015年6月3日   |                   |
| 水曜歌謡祭                                 | フジテレビ系列                | 2015年6月17日  | 世界が終るまでは… |
| Love music                                 | フジテレビ系列                | 2016年5月27日  | K S K             |
| テレ東音楽祭2016                           | テレビ東京系列                | 2016年6月29日  | K S K             |
| うたコン                                   | NHK総合                       | 2016年9月6日   | K S K             |
| NHKのど自慢                                | NHK総合・NHKラジオ第1・NHK-FM | 2016年10月2日  | K S K             |
| 2016 FNS歌謡祭                             | フジテレビ系列                | 2016年12月14日 | K S K             |
| ミュージックステーションスーパーライブ2016 | テレビ朝日系列                | 2016年12月23日 | K S K             |

| タイトル                       | 放送局         | 放送年月日                | 役名                 |
| ------------------------------ | -------------- | ------------------------- | -------------------- |
| Stand Up!!                     | TBS系列        | 2003年8月22日             | シン                 |
| ラブシャッフル                 | TBS系列        | 2009年1月16日 - 3月20日   | 大石諭吉             |
| LADY〜最後の犯罪プロファイル〜 | TBS系列        | 2011年1月7日              | 国木田譲             |
| インビジブル                   | TBS系列        | 2022年4月15日 - 6月17日   | ラビアンローズ       |
| ヒガンバナ〜警視庁捜査七課〜   | 日本テレビ系列 | 2016年1月13日 - 3月16日   | 菊池謙人             |
| 営業部長 吉良奈津子            | フジテレビ系列 | 2016年7月21日 - 9月22日   | 一条達哉             |
| ブラックリベンジ               | 日本テレビ系列 | 2017年10月5日 - 12月8日   | 城田純一（特別出演） |
| 貴族誕生 -PRINCE OF LEGEND-    | 日本テレビ系列 | 2019年11月28日 - 12月26日 | シニア               |

### 映画
| 公開日         | タイトル                                                | 配給会社                 | 役名 (※は声優、太字は主演作)                              |
| -------------- | ------------------------------------------------------- | ------------------------ | --------------------------------------------------------- |
| 2008年9月20日  | ウォンテッド                                            | 東宝東和                 | ウェスリー・ギブソン(日本語吹替版)※                       |
| 2009年4月18日  | 劇場版名探偵コナン 漆黒の追跡者                         | 東宝                     | 水谷浩介※                                                 |
| 2010年9月11日  | 君が踊る、夏                                            | 東映                     | 石黒智也                                                  |
| 2012年3月24日  | ウルトラマンサーガ                                      | 松竹                     | タイガ・ノゾム                                            |
| 2014年9月13日  | 劇場版カードファイト!! ヴァンガード 3つのゲーム         | 松竹                     | ダイゴ                                                    |
| 2015年7月11日  | アリのままでいたい                                      | 東映                     | ナレーション                                              |
| 2016年4月9日   | きかんしゃトーマス 探せ!!謎の海賊船と失われた宝物       | 東京テアトル             | ライアン※                                                 |
| 2018年1月20日  | 嘘を愛する女                                            | 東宝                     | 木村                                                      |
| 2018年8月3日   | ミッション:インポッシブル/フォールアウト                | 東和ピクチャーズ         | オーガスト・ウォーカー※                                   |
| 2018年12月21日 | ニセコイ                                                | 東宝                     | クロード・リングハルト                                    |
| 2019年2月15日  | フォルトゥナの瞳                                        | 東宝                     | 宇津井和幸                                                |
| 2020年3月13日  | 貴族降臨 -PRINCE OF LEGEND-                             | 東宝                     | 安藤タロウ                                                |
| 2020年10月2日  | LOVE STAGE!!                                            | 東宝                     | 瀬名聖湖（特別出演）                                      |
| 2023年11月23日 | 劇場版シルバニアファミリー フレアからのおくりもの       | イオンエンターテイメント | ブルース・ハスキー                                        |
| 2024年7月26日  | 仮面ライダーガッチャード ザ・フューチャー・デイブレイク | 東映                     | 一ノ瀬宝太郎（未来）/仮面ライダーガッチャードデイブレイク |

### ラジオ
| タイトル (※は冠番組)                    | 放送局       | 放送日時       |
| --------------------------------------- | ------------ | -------------- |
| 太田胃散 presents「DAIGOのOHAYO-WISH」※ | エフエム東京 | 2016年4月3日 - |
| 太田胃散 presents「DAIGOのOHAYO-WISH」※ | エフエム大阪 | 2016年4月3日 - |
| 太田胃散 presents「DAIGOのOHAYO-WISH」※ | エフエム愛知 | 2016年4月3日 - |

### CM
| 会社名・商品名                                                                     | キャッチコピー                                                                                  | 起用年月       |
| ---------------------------------------------------------------------------------- | ----------------------------------------------------------------------------------------------- | -------------- |
| ロッテアイス『クールショック』                                                     | ライブ・フィルムミント                                                                          | 2003年9月23日  |
| ロッテアイス『クールショック』                                                     | ライブ・フィルムミント・プレゼント                                                              | 2003年11月2日  |
| ロッテアイス『クールショック』                                                     | ライブ・フィルムミント・ライムミント登場                                                        | 2004年2月17日  |
| 日産自動車『オッティ』                                                             | 日産の軽の顔・確かに「日産の軽の顔」篇                                                          | 2008年9月10日  |
| 日産自動車『オッティ』                                                             | セカンドバッグ「セカンドバッグ」篇                                                              | 2008年9月10日  |
| 日産自動車『オッティ』                                                             | キリマンジャロ「キリマンジャロ」篇                                                              | 2008年9月13日  |
| 日産自動車『オッティ』                                                             | モテるのは手品「手品」篇                                                                        | 2008年9月14日  |
| 日産自動車『オッティ』                                                             | カレー「カレー」篇                                                                              | 2008年9月15日  |
| 日産自動車『オッティ』                                                             | 広い意味で四角い車「広い」篇                                                                    | 2008年9月15日  |
| 日産自動車『オッティ』                                                             | 100円ショップ「100円ショップ」篇ロングver.                                                      | 2008年9月27日  |
| 日産自動車『オッティ』                                                             | 窓が広いから見通しがいい「見通し」篇                                                            | 2008年9月28日  |
| 日産自動車『オッティ』                                                             | スパゲティ「パスタ」篇                                                                          | 2008年10月6日  |
| 日産自動車『オッティ』                                                             | 100円ショップ「100円ショップ」篇                                                                | 2008年10月8日  |
| ハドソン『カラオケJOYSOUND Wii』                                                   | 家に来たDAIGO・孫と祖父・12/18発売                                                              | 2008年12月17日 |
| ハドソン『カラオケJOYSOUND Wii』                                                   | 家に来たDAIGO・女子高生                                                                         | 2008年12月18日 |
| ハドソン『カラオケJOYSOUND Wii』                                                   | 家に来たDAIGO・孫と祖父・春の歌まつり                                                           | 2009年3月20日  |
| ハドソン『カラオケJOYSOUND Wii』                                                   | 家に来たDAIGO・女子高生・春の歌まつり                                                           | 2009年3月20日  |
| ハドソン『カラオケJOYSOUND Wii』                                                   | 家に来たDAIGO・孫と祖父                                                                         | 2009年4月28日  |
| ハドソン『カラオケJOYSOUND Wii』                                                   | 家に来たDAIGO・女子高生・WiiWare版                                                              | 2009年8月4日   |
| サイバーエージェント『アメーバブログ』                                             | アメカフェ♪・ブログオブザイヤー2008・検索                                                       | 2009年2月10日  |
| サイバーエージェント『アメーバブログ』                                             | DAIGOのピグ・顔作り                                                                             | 2010年5月1日   |
| サイバーエージェント『アメーバブログ』                                             | DAIGOのピグ・ペット                                                                             | 2010年5月1日   |
| サイバーエージェント『アメーバブログ』                                             | DAIGOのピグ・渋谷でジャンプ                                                                     | 2010年5月17日  |
| サイバーエージェント『アメーバブログ』                                             | DAIGOのピグ・バブル時代                                                                         | 2010年5月17日  |
| サイバーエージェント『アメーバブログ』                                             | DAIGOのピグ・渋谷で走る                                                                         | 2010年5月18日  |
| キリンビール『麒麟焼酎淡麗ストレート』                                             | 冷やし焼酎はじめます「冷やし焼酎はじめます」篇                                                  | 2009年3月11日  |
| ダリヤ『メンズパルティ・ヘアカラー』                                               | バーでシェイク・ワックスタイプ「DAIGO'S BAR」篇                                                 | 2009年4月1日   |
| ダリヤ『メンズパルティ・ヘアカラー』                                               | バーでシェイク・ワックスタイプ・パルティ4商品「DAIGO'S BAR」篇                                  | 2010年7月10日  |
| ダリヤ『パルティ』                                                                 | キラキラファッションショー・メンズパルティ・曲名「パルコレ」篇                                  | 2009年7月10日  |
| ダリヤ『パルティ』                                                                 | キラキラファッションショー・メンズパルティ「パルコレ」篇                                        | 2009年7月20日  |
| ダリヤ『パルティ』                                                                 | キラキラファッションショー・メンズパルティ・曲改「パルコレ」篇                                  | 2010年7月10日  |
| 江崎グリコ『牧場しぼり』                                                           | アイスを口に運ぶ男性「ソフトで溶かす」篇                                                        | 2009年4月9日   |
| 江崎グリコ『プリッツ サラダ』                                                      | プリッツを食べる女性たち・NPS・5商品 「DAI語」篇                                                | 2017年2月28日  |
| 江崎グリコ『プリッツ サラダ』                                                      | プリッツを食べる女性たち・NPS・5商品(おさつ)                                                    | 2017年7月29日  |
| ライオン『チャーミー・泡のチカラ』                                                 | 泡賀剥ヶ介参上・お試しセール実施中「泡賀剥ヶ介」篇                                              | 2009年9月16日  |
| ライオン『チャーミー・泡のチカラ』                                                 | 新CM発表会                                                                                      | 2009年9月21日  |
| ライオン『チャーミー・泡のチカラ』                                                 | 泡賀剥ヶ介参上・もぎたてレモンの香り「泡賀剥ヶ介」篇                                            | 2009年11月3日  |
| ライオン『チャーミー・泡のチカラ』                                                 | 泡賀剥ヶ介参上・10000人体験キャンペーン「泡賀剥ヶ介」篇                                         | 2009年11月18日 |
| ライオン『チャーミー・泡のチカラ』                                                 | 泡賀剥ヶ介参上・春の香り「泡賀剥ヶ介」篇                                                        | 2010年2月1日   |
| ライオン『チャーミー・泡のチカラ』                                                 | 歌う泡賀剥ヶ介・お試しセール「一度洗い」篇                                                      | 2010年4月29日  |
| ライオン『チャーミー・泡のチカラ』                                                 | 歌う泡賀剥ヶ介「一度洗い」篇                                                                    | 2010年5月18日  |
| ライオン『チャーミー・泡のチカラ』                                                 | 歌う泡賀剥ヶ介・夏の香り「一度洗い」篇                                                          | 2010年7月1日   |
| ライオン『チャーミー・泡のチカラ・手肌プレミアム』                                 | 泡賀剥ヶ介参上・新登場「冬支度」篇                                                              | 2010年10月6日  |
| パルコ『企業』                                                                     | クリスマスに2人で食事・冬フェス・11/19-28                                                       | 2010年11月19日 |
| パルコ『企業』                                                                     | クリスマスに2人で食事・SWEET XMAS SALE12/17-25                                                  | 2010年12月16日 |
| パルコ『企業』                                                                     | クリスマスに2人で食事・SWEET XMAS SALE12/17-25・開催中                                          | 2010年12月17日 |
| ブシロード『カードファイト!! ヴァンガード』                                        | 家庭教師と生徒・2/26発売                                                                        | 2010年12月24日 |
| ブシロード『カードファイト!! ヴァンガード』                                        | 師匠とショップ・2/26発売                                                                        | 2011年2月6日   |
| ブシロード『カードファイト!! ヴァンガード』                                        | 師匠とショップ・発売中・ブースターパック                                                        | 2011年3月14日  |
| ブシロード『カードファイト!! ヴァンガード』                                        | 家庭教師と生徒・発売中・ブースターパック                                                        | 2011年3月14日  |
| ブシロード『カードファイト!! ヴァンガード』                                        | 全国大会決勝戦・発売中                                                                          | 2011年4月16日  |
| ブシロード『カードファイト!! ヴァンガード』                                        | 全国大会決勝戦・竜魂乱舞・5/28発売                                                              | 2011年5月14日  |
| ブシロード『カードファイト!! ヴァンガード』                                        | 新入社員研修会・トライアルデッキ・発売中・ブースターパック・8/6発売                             | 2011年7月16日  |
| ブシロード『カードファイト!! ヴァンガード』                                        | キャンペーン活動・虚影神蝕・10/29発売                                                           | 2011年10月2日  |
| ブシロード『カードファイト!! ヴァンガード』                                        | 男の子に出会う・第4弾 虚影神蝕・発売中                                                          | 2011年12月4日  |
| ブシロード『カードファイト!! ヴァンガード』                                        | 男の子に出会う・第5弾 双剣覚醒・1/14発売                                                        | 2011年12月11日 |
| ブシロード『カードファイト!! ヴァンガード』                                        | ヴァンガードファイト・極限突破・雷竜の鳴動/銀狼の爪撃・勝負!                                    | 2012年3月3日   |
| ブシロード『カードファイト!! ヴァンガード』                                        | ヴァンガードファイト・極限突破・雷竜の鳴動/銀狼の爪撃・発売中                                   | 2012年4月28日  |
| ブシロード『カードファイト!! ヴァンガード』                                        | ヴァンガードファイト・極限突破・雷竜の鳴動/銀狼の爪撃・勝利!                                    | 2012年5月3日   |
| ブシロード『カードファイト!! ヴァンガード』                                        | ヴァンガードファイト・獣王爆進・7/7発売                                                         | 2012年6月26日  |
| ブシロード『カードファイト!! ヴァンガード』                                        | ヴァンガードファイト・海皇の末裔・8/11発売                                                      | 2012年7月17日  |
| ブシロード『カードファイト!! ヴァンガード』                                        | ヴァンガードファイト・蒼嵐艦隊・9/22発売                                                        | 2012年9月16日  |
| ブシロード『カードファイト!! ヴァンガード』                                        | ヴァンガードファイト・50WIN・蒼嵐艦隊・発売中                                                   | 2012年9月23日  |
| ブシロード『カードファイト!! ヴァンガード』                                        | ヴァンガードファイト・ROUTE66・竜騎激突・12/8発売                                               | 2012年11月30日 |
| ブシロード『カードファイト!! ヴァンガード』                                        | ヴァンガードファイト・ハーバーダ大学・竜騎激突・発売中                                          | 2013年2月1日   |
| ブシロード『カードファイト!! ヴァンガード』                                        | DAIGOスペシャルセット・発売中                                                                   | 2013年7月7日   |
| ブシロード『カードファイト!! ヴァンガード』                                        | 光輝迅雷・登場                                                                                  | 2013年12月25日 |
| ブシロード『カードファイト!! ヴァンガード』                                        | 無限転生・登場                                                                                  | 2014年3月9日   |
| ブシロード『カードファイト!! ヴァンガード』                                        | 希望の探索者・友情の喧嘩屋・竜剣双闘                                                            | 2014年3月30日  |
| ブシロード『カードファイト!! ヴァンガード』                                        | 聖裁の青き炎/決意の呪縛竜・発売中                                                               | 2014年7月26日  |
| ブシロード『カードファイト!! ヴァンガード』                                        | 煉獄焔舞・8/8発売                                                                               | 2014年8月8日   |
| ブシロード『カードファイト!! ヴァンガード』                                        | トライアルデッキ・先導アイチ/櫂トシキ・好評発売中                                               | 2018年5月11日  |
| ブシロード『カードファイト!! ヴァンガード』                                        | トライアルデッキ・今度は俺と勝負だ〜・先導アイチ/櫂トシキ・好評発売中                           | 2018年5月16日  |
| ブシロード『カードファイト!! ヴァンガード』                                        | イメージしろ〜・宮地学園CF部・1商品・12/14発売                                                  | 2018年12月14日 |
| ブシロード『カードファイト!! ヴァンガード』                                        | イメージしろ～・石田ナオキ/戸倉ミサキ/宮地学園CF部・発売中                                      | 2018年12月15日 |
| ブシロード『カードファイト!! ヴァンガード』                                        | イメージしろ〜・宮地学園CF部・3商品・発売中                                                     | 2018年12月15日 |
| ブシロード『カードファイト!! ヴァンガード』                                        | このアタックを〜・伊吹コウジ/最凶!根絶者・2019.1/25発売                                         | 2018年12月29日 |
| ブシロード『カードファイト!! ヴァンガード』                                        | ブラスターダーク〜・伊吹コウジ/最凶!根絶者・2019.1/25発売                                       | 2019年1月12日  |
| ブシロード『カードファイト!! ヴァンガード』                                        | ブラスターダーク〜・救世の光 破滅の理・2019.1/25発売                                            | 2019年3月1日   |
| ブシロード『カードファイト!! ヴァンガード』                                        | イメージしろ〜・宮地学園CF部・Primary Melody・3/29発売                                          | 2019年3月1日   |
| ブシロード『カードファイト!! ヴァンガード』                                        | イメージしろ〜・schokolade melody/Primary Melody・発売中                                        | 2019年3月30日  |
| ブシロード『カードファイト!! ヴァンガード』                                        | よし〜・スタートデッキ ブラスターブレード/ブラスターダーク・6/7発売                             | 2019年6月1日   |
| ブシロード『カードファイト!! ヴァンガード』                                        | よし〜・ブースターパック05 天馬解放・7/12発売                                                   | 2019年6月22日  |
| ブシロード『カードファイト!! ヴァンガード』                                        | 先生に勝った〜・スタートデッキ ブラスターダーク/ブラスターブレード・発売中・アプリも            | 2019年7月6日   |
| ブシロード『カードファイト!! ヴァンガード』                                        | よし〜・ブースターパック07 神羅創星・発売中                                                     | 2019年11月23日 |
| ブシロード『カードファイト!! ヴァンガード』                                        | 10周年記念・DAIGO スペシャルエキスパンションセットV・11/27発売                                  | 2020年11月14日 |
| ブシロード『カードファイト!! ヴァンガード』                                        | 10周年・みんなのカードを作ろう                                                                  | 2020年11月14日 |
| ブシロード『カードファイト!! ヴァンガード』                                        | 10周年記念・DAIGO スペシャルエキスパンションセットV・発売中                                     | 2020年11月28日 |
| ブシロード『カードファイト!! ヴァンガード』                                        | 群雄凱旋・4.1・10周年                                                                           | 2022年3月19日  |
| ブシロード『カードファイト!! ヴァンガード』                                        | 好きなユニットと共に戦う!                                                                       | 2022年4月14日  |
| ブシロード『カードファイト!! ヴァンガード』                                        | Stride Deckset Chronojet                                                                        | 2022年10月15日 |
| ブシロード『カードファイト!! ヴァンガード』                                        | ヴァンガードチャンピオンシップデラックス2023                                                    | 2023年9月16日  |
| ブシロード『カードファイト!! ヴァンガード』                                        | 新作発表会・天輪飛翔                                                                            | 2023年9月16日  |
| ブシロード『カードファイト!! ヴァンガード』                                        | AIのDAIGO・アタック〜                                                                           | 2023年11月25日 |
| ブシロード『カードファイト!! ヴァンガード』                                        | AIのDAIGO・まさかAI〜                                                                           | 2023年11月25日 |
| ブシロード『カードファイト!! ヴァンガード』                                        | AIのDAIGO                                                                                       | 2023年11月25日 |
| ブシロード『カードファイト!! ヴァンガード』                                        | AIのDAIGO・スタンドアップ〜                                                                     | 2023年12月2日  |
| ブシロード『カードファイト!! ヴァンガードG』                                       | 鳴導の時幻竜/弧月の奇術師・発売中                                                               | 2015年12月20日 |
| ブシロード『カードファイト!! ヴァンガードG』                                       | 刃華超克・2/19発売                                                                              | 2016年1月31日  |
| ブシロード『カードファイト!! ヴァンガードG』                                       | ヴァンガードGの魅力とは!?・太陽の騎士4/22発売/DAIGO Special Set G4/29発売                       | 2016年4月1日   |
| ブシロード『カードファイト!! ヴァンガードオーバードレス』                          | 新たなる時代、到来。・新入部員                                                                  | 2021年4月3日   |
| ブシロード『カードファイト!! ヴァンガードオーバードレス』                          | 新たなる時代、到来。・お店                                                                      | 2021年4月3日   |
| ブシロード『カードファイト!! ヴァンガードオーバードレス』                          | 御薬袋ミレイ-封焔の巫女-・10/29発売                                                             | 2021年9月25日  |
| ブシロード『カードファイト!! ヴァンガードオーバードレス』                          | 覚醒する天輪 ブースターパック第4弾「覚醒する天輪(かくせいするてんりん)」篇                      | 2021年12月9日  |
| ブシロード『カードファイト!! ヴァンガードオーバードレス』                          | 覚醒する天輪                                                                                    | 2021年12月11日 |
| ブシロード『ブシモ ヴァンガード ZERO』                                             | VAN GIRLS・アプリ・配信中                                                                       | 2019年12月6日  |
| ブシロード『ブシモ ヴァンガード ZERO』                                             | オフィス内                                                                                      | 2020年3月20日  |
| ブシロード『ブシモ ヴァンガード ZERO』                                             | 女子プロレス                                                                                    | 2020年3月21日  |
| ブシロード『カードファイト!! ヴァンガード ディアデイズ』                           | ファイトしたいDAIGO                                                                             | 2022年11月19日 |
| ブシロード『大ヴァンガ祭』                                                         | 2023・4/29-30・一般販売入場券発売中                                                             | 2023年3月25日  |
| ブシロード『大ヴァンガ祭』                                                         | 2023・4/29-30・DAIGOカップ初開催・一般販売入場券発売中                                          | 2023年3月25日  |
| ブシロード『フューチャーカード バディファイトDDD』                                 | DAIGO先生・輝け!超太陽竜!!・ブースターパック第4弾・12/9発売                                     | 2016年12月3日  |
| ブシロード『フューチャーカード バディファイトX』                                   | DAIGO先生・SD・轟雷魔王竜/ドラゴンズ・フィールダー・発売中                                      | 2017年3月18日  |
| ブシロード『フューチャーカード バディファイトX』                                   | DAIGO先生・サッカー・Chaos Control Crisis・発売中                                               | 2017年7月20日  |
| ブシロード『フューチャーカード バディファイトX』                                   | DAIGO先生・バディファイト部・バディフェスタ11月開催                                             | 2017年10月14日 |
| ブシロード『フューチャーカード バディファイトX』                                   | 最強バッツ覚醒!～赤き雷帝～/最凶バッツ覚醒!～黒き機神～・2/3発売                                | 2018年1月18日  |
| アサヒビール『すらっと』                                                           | 人生をひとつぶひとつぶ楽しも・2商品・アロエ3/21発売「月夜の悩み事」篇                           | 2012年3月20日  |
| アサヒビール『すらっと』                                                           | 人生をひとつぶひとつぶ楽しも・2商品「月夜の悩み事」篇                                           | 2012年3月21日  |
| アサヒビール『すらっと』                                                           | コーヒーカップに乗った男性・2商品・つぶつぶみかんサワー「恋のコーヒーカップ」篇                 | 2012年6月12日  |
| 任天堂『モンスターハンタークロス』                                                 | 己の狩りを、見つけ出せ・11/28発売・予約を急げ                                                   | 2015年8月1日   |
| 任天堂『モンスターハンタークロス』                                                 | 己の狩りを、見つけ出せ・ブシドースタイル〜・11/28発売                                           | 2015年11月14日 |
| 任天堂『モンスターハンタークロス』                                                 | 己の狩りを、見つけ出せ・ガチででかい〜・11/28発売                                               | 2015年11月14日 |
| 任天堂『モンスターハンタークロス』                                                 | 己の狩りを、見つけ出せ・KWKW〜・11/28発売                                                       | 2015年11月14日 |
| 任天堂『モンスターハンタークロス』                                                 | 己の狩りを、見つけ出せ・DDP・発売中                                                             | 2015年11月28日 |
| 任天堂『モンスターハンタークロス』                                                 | 300万本突破!!・目覚めよハンター達よ・発売中・DAIGOも待っている                                  | 2016年3月12日  |
| カプコン『モンスターハンタークロス』                                               | 己の狩りを、見つけ出せ・JK〜・発売中                                                            | 2015年12月31日 |
| カプコン『モンスターハンタークロス』                                               | 己の狩りを、見つけ出せ・ガチででかい〜・発売中                                                  | 2016年1月1日   |
| 任天堂『モンスターハンターストーリーズ』                                           | この世界を救うのは〜・10/8冒険開始                                                              | 2016年10月1日  |
| カプコン『モンスターハンターストーリーズ』                                         | この世界を救うのは〜・いざ、冒険へ                                                              | 2016年10月9日  |
| カプコン『モンスターハンターストーリーズ』                                         | この世界を救うのは〜・いざ、冒険へ・セーブデータ特典も                                          | 2017年1月8日   |
| 任天堂『モンスターハンターダブルクロス』                                           | 己の狩りは、さらにクロスする・ラオシャンロン～・3/18狩猟解禁                                    | 2017年3月11日  |
| 任天堂『モンスターハンターダブルクロス』                                           | 己の狩りは、さらにクロスする・ディアブロス～・3/18狩猟解禁                                      | 2017年3月11日  |
| 任天堂『モンスターハンターダブルクロス』                                           | 己の狩りは、さらにクロスする・NEWブレイヴスタイル～・3/18狩猟解禁                               | 2017年3月11日  |
| カプコン『モンスターハンターダブルクロス』                                         | 己の狩りは、さらにクロスする・NEWブレイヴスタイル～                                             | 2017年5月28日  |
| ダイハツ工業『タント』                                                             | パパの初仕事・NEW「パパの初仕事」篇                                                             | 2015年12月14日 |
| ダイハツ工業『タント』                                                             | パパの初仕事・NEW・大初夢フェア                                                                 | 2015年12月29日 |
| ダイハツ工業『タント』                                                             | パパの初仕事・NEW・軽No.1・体感試乗会                                                           | 2016年1月17日  |
| ダイハツ工業『タント』                                                             | ベビーカー・NEW・軽ナンバーワンですよフェア2/6.7.13.14                                          | 2016年2月1日   |
| ダイハツ工業『タント』                                                             | ベビーカー・NEW・軽No.1・体感試乗会                                                             | 2016年2月17日  |
| ダイハツ工業『タント』                                                             | ベビーカー・NEW                                                                                 | 2016年3月31日  |
| ダイハツ工業『タント』                                                             | ベビーカー・NEW・10年連続No.1・V10キャンペーン                                                  | 2016年4月16日  |
| ダイハツ工業『タント』                                                             | パパ会・10年連続No.1・V10キャンペーン                                                           | 2016年5月6日   |
| ダイハツ工業『タント』                                                             | パパ会(ママだよ〜)・10年連続No.1・V10キャンペーン                                               | 2016年6月11日  |
| ダイハツ工業『タント』                                                             | パパ会(ママだよ～)・10年連続No.1・夏フェスタ                                                    | 2016年6月27日  |
| ダイハツ工業『タント』                                                             | パパ会(ママだよ～)・10年連続No.1・試乗                                                          | 2016年7月11日  |
| ダイハツ工業『タント』                                                             | お姫様だっこ「ダブルお姫様だっこ」篇                                                            | 2016年11月1日  |
| ダイハツ工業『タント』                                                             | お姫様だっこ・誕生!・スマアシ?                                                                  | 2016年11月30日 |
| ダイハツ工業『タント』                                                             | KAZ・人も検知する緊急ブレーキ・スマアシ?・NEW「安全訴求（DAI語）」篇                            | 2016年11月30日 |
| ダイハツ工業『タント』                                                             | お相撲さん・誕生・大初夢フェア1/3-9「お相撲さん」篇                                             | 2016年12月29日 |
| ダイハツ工業『タント』                                                             | KAZ・人も検知する緊急ブレーキ・スマアシ?・NEW・大初夢フェア1/3-9「安全訴求（DAI語）」篇         | 2016年12月29日 |
| ダイハツ工業『タント』                                                             | お相撲さん・誕生                                                                                | 2017年1月9日   |
| ダイハツ工業『タント』                                                             | お相撲さん・誕生・絶妙お買いどきフェア2/4.5.11.12                                               | 2017年2月1日   |
| ダイハツ工業『タント』                                                             | KAZ・人も検知する緊急ブレーキ・スマアシ?・NEW・絶妙お買いどきフェア2/4.5.11.12                  | 2017年2月1日   |
| ダイハツ工業『タント』                                                             | 雨具大好き・予防安全性能評価最高ランクASV++「雨具大好き」篇                                     | 2017年6月8日   |
| ダイハツ工業『タント』                                                             | 雨具大好き「雨具大好き」篇                                                                      | 2017年6月8日   |
| ダイハツ工業『タント』                                                             | 必殺おねだり作戦・200万台達成・スマアシ?搭載                                                    | 2017年10月16日 |
| ダイハツ工業『タント』                                                             | 公園内を走り回る息子・新・サポカーSワイド「子供の成長」篇                                       | 2017年12月29日 |
| ダイハツ工業『タント』                                                             | 必殺おねだり作戦・200万台達成・大決算フェア                                                     | 2018年1月29日  |
| ダイハツ工業『タント』                                                             | 必殺おねだり作戦・新・200万台達成・スマアシ?搭載                                                | 2018年2月17日  |
| ダイハツ工業『タント』                                                             | 豪華なディナー・X"リミテッドSA ?"                                                               | 2018年4月2日   |
| ダイハツ工業『タント』                                                             | 豪華なディナー・X"リミテッドSA ?"・111周年・ナビ割11.1万円                                      | 2018年5月1日   |
| ダイハツ工業『タント』                                                             | 豪華なディナー・X"リミテッドSA ?"・111周年・ドリームステージ展示会・5/12.13.19.20               | 2018年5月7日   |
| ダイハツ工業『タント』                                                             | 雨具大好き・2年連続No.1                                                                         | 2018年11月25日 |
| ダイハツ工業『タント』                                                             | なんで雲は白いの?・特別仕様車VS・ナビ割10万円「なんでなんで」篇                                 | 2019年4月4日   |
| ダイハツ工業『タント』                                                             | なんで雲は白いの?・特別仕様車VS・ありがとう祭4/6-7、13-14「なんでなんで」篇                     | 2019年4月4日   |
| ダイハツ工業『タント』                                                             | なんで雲は白いの?・特別仕様車VS・ありがとう祭4/6-7、13-14・字幕                                 | 2019年4月11日  |
| ダイハツ工業『タント』                                                             | なんで雲は白いの?・特別仕様車VS・令和最初の得シカ祭5/11.12-18.19                                | 2019年5月6日   |
| ダイハツ工業『タントカスタム』                                                     | 散髪する男性と黒いライオン・大いなる余裕と風格・NEW・大初夢フェア                               | 2015年12月29日 |
| ダイハツ工業『タントカスタム』                                                     | 寛ぐ男性と黒いライオン・大いなる余裕と風格・NEW・大初夢フェア「RELAX」篇                        | 2015年12月29日 |
| ダイハツ工業『タントカスタム』                                                     | 狼男・スマアシ?・111周年・ナビ+ドラレコ割                                                       | 2018年8月20日  |
| ダイハツ工業『タントカスタム』                                                     | 狼男・最高ランクASV++                                                                           | 2018年8月20日  |
| ダイハツ工業『タントカスタム』                                                     | 狼男・スマアシ?・111周年・特別感謝祭「狼男」篇                                                  | 2018年9月6日   |
| ダイハツ工業『タントカスタム』                                                     | 狼男・スマアシ?・新登場・111周年・ナビ+ドラレコ割(Na:ナビドラレコ割)                            | 2018年11月10日 |
| ダイハツ工業『タントカスタム』                                                     | 光るタント・特別仕様車VS登場・今シカフェア12/8-9.15-16                                          | 2018年12月3日  |
| ダイハツ工業『タントカスタム』                                                     | 光るタント・特別仕様車VS登場                                                                    | 2018年12月16日 |
| ダイハツ工業『タントカスタム』                                                     | 光るタント・特別仕様車VS登場・大初夢フェア1/3-6.12-14                                           | 2018年12月29日 |
| ダイハツ工業『タントカスタム』                                                     | 光るタント・特別仕様車VS登場・用品プレゼント3/31まで                                            | 2019年1月14日  |
| ダイハツ工業『タントカスタム』                                                     | 光るタント・特別仕様車VS登場・決めトクフェア2/2-3.9-11                                          | 2019年1月28日  |
| ダイハツ工業『タントカスタム』                                                     | 鷹が腕にとまる・特別仕様車VS・ナビ割10万円「イーグル」篇                                        | 2019年4月4日   |
| ダイハツ工業『タントカスタム』                                                     | 鷹が腕にとまる・特別仕様車VS・ありがとう祭4/6-7、13-14「イーグル」篇                            | 2019年4月4日   |
| ダイハツ工業『タントカスタム』                                                     | 鷹が腕にとまる・特別仕様車VS・令和最初の得シカ祭5/11.12-18.19                                   | 2019年5月9日   |
| ダイハツ工業『ムーヴ』                                                             | 坂道でも力強い走り・大初夢フェア                                                                | 2015年12月29日 |
| ダイハツ工業『ムーヴキャンバス』                                                   | 下の名前が覚えられない人・大決算フェア                                                          | 2018年1月29日  |
| ダイハツ工業『キャストスタイル』                                                   | 国立新美術館・NEW・大初夢フェア「国立新美術館」篇                                               | 2015年12月29日 |
| ダイハツ工業『キャストスタイル』                                                   | 魔女・New・大決算フェア                                                                         | 2018年1月29日  |
| ダイハツ工業『キャストアクティバ』                                                 | ゴジラに見える岩・NEW・大初夢フェア                                                             | 2015年12月29日 |
| ダイハツ工業『キャストアクティバ』                                                 | ロボットパイロット・大決算フェア                                                                | 2018年1月29日  |
| ダイハツ工業『ウェイク』                                                           | ドデカクつかおう・どこでも泊まれる・大初夢フェア「WAKE兄弟 登山」篇                             | 2015年12月29日 |
| ダイハツ工業『ウェイク』                                                           | ドデカクつかおう・どこでも泊まれる・体感試乗会                                                  | 2016年1月18日  |
| ダイハツ工業『ウェイク』                                                           | ドデカクつかおう・温泉・大決算フェア                                                            | 2018年1月29日  |
| ダイハツ工業『ミライース』                                                         | デカ過ぎる鍵・エレベーター・大決算フェア                                                        | 2018年1月29日  |
| ユーキャン『キャンペーン』                                                         | 「好き」を学ぼう!・はじめよう!ユーキャン!                                                       | 2015年12月31日 |
| ユーキャン『キャンペーン』                                                         | 2016・ローラ ボールペン字講座に挑戦〜・ガチレポ!公開中                                          | 2015年12月31日 |
| ユーキャン『キャンペーン』                                                         | 「好き」を学ぼう!・YDTどっちも正解・ガチレポ!公開中                                             | 2016年1月3日   |
| ユーキャン『キャンペーン』                                                         | 「好き」を学ぼう!・整理収納アドバイザー・スマホでもユーキャン・ガチレポ!公開中                  | 2016年1月17日  |
| ユーキャン『キャンペーン』                                                         | 「好き」を学ぼう!・整理収納アドバイザー・説明がマジ丁寧・ガチレポ!公開中                        | 2016年1月20日  |
| ユーキャン『キャンペーン』                                                         | 合格発表・整理収納アドバイザー資格合格・プレゼントキャンペーン                                  | 2016年9月4日   |
| プレナス『ほっともっと』                                                           | まぐろかつ重                                                                                    | 2016年3月21日  |
| プレナス『ほっともっと』                                                           | 焼肉ビビンバ                                                                                    | 2016年6月1日   |
| プレナス『ほっともっと』                                                           | ガパオライス                                                                                    | 2016年6月13日  |
| セイバン『天使のはね』                                                             | DAIGO天使                                                                                       | 2016年5月1日   |
| 太田胃散『太田胃散・A錠剤』                                                        | 分解っしゅ!!・2商品「Aで効く」篇                                                                | 2016年6月19日  |
| 太田胃散『太田胃散・A錠剤』                                                        | 分解っしゅ!!・2商品                                                                             | 2016年6月20日  |
| 太田胃散『太田胃散・A錠剤』                                                        | 分解っしゅ!!・胃の中から・2商品「胃の中から」篇                                                 | 2017年5月3日   |
| 太田胃散『太田胃散・A錠剤』                                                        | 分解っしゅ!!・胃の中から・2商品                                                                 | 2017年5月4日   |
| 太田胃散『太田胃散・A錠剤』                                                        | 分解っしゅ!!・太田胃にゃん(ゆるキャラグランプリ出場中)・2商品                                   | 2017年9月20日  |
| 太田胃散『太田胃散・A錠剤』                                                        | 分解っしゅ!!・太田胃にゃん・2商品                                                               | 2017年9月21日  |
| 太田胃散『太田胃散・A錠剤』                                                        | 分解っしゅ!!(クレープ〜)・2商品                                                                 | 2018年3月18日  |
| 太田胃散『太田胃散・A錠剤』                                                        | 分解っしゅ!!・シュラスコ〜・2商品「ラテンで分解っしゅ」篇                                       | 2018年5月5日   |
| 太田胃散『太田胃散・A錠剤』                                                        | あぶらっ恋・大好きだよ〜・2商品「あぶらっ恋」篇                                                 | 2018年10月7日  |
| 太田胃散『太田胃散・A錠剤』                                                        | 殺陣「きれいな花には」篇                                                                        | 2020年3月1日   |
| 太田胃散『太田胃散・A錠剤』                                                        | 殺陣(着ぐるみ)                                                                                  | 2020年3月22日  |
| 太田胃散『太田胃散・A錠剤』                                                        | 歌う2人のDAIGO「置いとく派持ってく派」篇                                                        | 2020年11月15日 |
| 太田胃散『太田胃散・A錠剤』                                                        | 歌う2人のDAIGO                                                                                  | 2020年12月29日 |
| 太田胃散『太田胃散・A錠剤』                                                        | 胃もたれ講座・2商品                                                                             | 2021年10月24日 |
| 太田胃散『太田胃散・A錠剤』                                                        | ♪うまいはもたれと〜(ハンバーガー〜)・2商品「食べたいものたくさん」篇                            | 2022年10月2日  |
| 太田胃散『太田胃散・A錠剤』                                                        | ♪うまいはもたれと〜(ハンバーガー〜)・2商品                                                      | 2022年10月9日  |
| 太田胃散『太田胃散・A錠剤』                                                        | 胃もたれの悩み…・2商品                                                                          | 2024年10月20日 |
| 太田胃散『太田胃散・A錠剤』                                                        | 胃もたれは人それぞれ・2商品                                                                     | 2024年10月24日 |
| 日本郵便『ゆうパック』                                                             | バカまじめな男・コンビニ受取サービス・妻へのプレゼント「バカまじめな男・妻に内緒」篇            | 2016年9月1日   |
| フィリップスエレクトロニクスジャパン『ソニッケアー・ダイヤモンドクリーン』         | いーツルツル感・3,000円キャッシュバック                                                         | 2016年9月30日  |
| フィリップスエレクトロニクスジャパン『ソニッケアー・ダイヤモンドクリーン』         | いーツルツル感                                                                                  | 2016年12月11日 |
| DMM.com『DMM電子書籍』                                                             | 読書で 磨け マイハート・50%ポイントバックキャンペーン DMM電子書籍「弱虫ペダル」篇               | 2016年10月20日 |
| DMM.com『DMM電子書籍』                                                             | 大好き みそ汁 目玉焼き・50%ポイントバックキャンペーン DMM電子書籍「ラクうま献立」篇             | 2016年10月20日 |
| DMM.com『DMM電子書籍』                                                             | ダイゴ メロスで マジ泣き・50%ポイントバックキャンペーン DMM電子書籍「走れメロス」篇             | 2016年10月20日 |
| DMM.com『DMM電子書籍』                                                             | ダイゴ マジ 胸キュン・50%ポイントバックキャンペーン DMM電子書籍「アオハライド」篇               | 2016年10月20日 |
| DMM.com『DMM電子書籍』                                                             | 大スペクタクル 飯食い マンガ・50%ポイントバックキャンペーン DMM電子書籍「異世界居酒屋「のぶ」篇 | 2016年10月21日 |
| DMM.com『DMM電子書籍』                                                             | でかすぎ ムリ ムリ!!・50%ポイントバックキャンペーン DMM電子書籍「進撃の巨人」篇                 | 2016年10月21日 |
| DMM.com『DMM電子書籍』                                                             | 読書で 磨け マイハート                                                                          | 2016年11月9日  |
| DMM.com『DMM電子書籍』                                                             | ダイゴ メロスで マジ泣き                                                                        | 2017年1月11日  |
| ワーナー エンターテイメント ジャパン『ファンタスティック・ビーストと魔法使いの旅』 | 魔法使いニュートは〜・11.23・ファンタビ宣伝大使                                                 | 2016年11月5日  |
| ワーナー エンターテイメント ジャパン『ファンタスティック・ビーストと魔法使いの旅』 | 魔法使いニュートは〜・大ヒット上映中・ファンタビ宣伝大使                                        | 2016年12月7日  |
| ワーナー エンターテイメント ジャパン『ファンタスティック・ビーストと魔法使いの旅』 | 冬休みは「ファンタビ」で決まり!・映画館で待ってるよ!                                            | 2016年12月24日 |
| ティーバイティーホールディングス『買取王子』                                       | 整理したい男性・IOS「買取王子登場/男性」篇                                                      | 2017年11月22日 |
| ティーバイティーホールディングス『買取王子』                                       | 整理したい女性・IOS「買取王子登場/女性」篇                                                      | 2017年11月22日 |
| 第一生命保険『ジャスト』                                                           | 健康診断割引・業界初・KSW                                                                       | 2018年3月22日  |
| 第一生命保険『ジャスト』                                                           | ジャストフィット・大工〜                                                                        | 2018年3月22日  |
| 第一生命保険『ジャスト』                                                           | ♪健診結果出すだけ〜・健康診断割引・100万件突破「健診割ソング♪」篇                               | 2019年5月22日  |
| 第一生命保険『ジャスト』                                                           | ♪健診結果出すだけ〜・健康診断割引「健診割ソング♪」篇                                            | 2019年5月22日  |
| 第一生命保険『ジャスト』                                                           | 天使と悪魔・総合医療一時金保険 総合医療一時金保険「天使と悪魔のささやき」篇                     | 2021年6月2日   |
| 第一生命保険『ジャスト』                                                           | 天使と悪魔・総合医療一時金保険                                                                  | 2022年2月21日  |
| フジテレビ『ラフ'sラボ』                                                           | 第一生命保険・ジャスト                                                                          | 2018年10月6日  |
| フジテレビ『ラフ'sラボ』                                                           | ダイソン・ダイソンV11コードレスクリーナー                                                       | 2019年6月22日  |
| フジテレビ『ラフ'sラボ』                                                           | ダイソン・ダイソン デジタルスリム コードレスクリーナー                                          | 2020年7月4日   |
| フジテレビ『めざましプレゼント』                                                   | 米久・御殿場高原シリーズ/ユニリーバ・ジャパン・LUX スーパーリッチシャイン ダメージリペア        | 2019年9月2日   |
| テレビ東京『インフォプラス』                                                       | 第一生命保険・ジャスト健診割                                                                    | 2019年6月11日  |
| 日本テレビ『日テレSPOT』                                                           | 汐留ゲーム部・星のドラゴンクエスト                                                              | 2020年10月30日 |
| カゴメ『野菜一日これ一本』                                                         | きみをおもって、飲む野菜。・畑体験もらえる「きみをおもって、飲む野菜」篇（15秒）                | 2018年11月1日  |
| カゴメ『野菜一日これ一本』                                                         | カッコイイおとうさんのじょうけん・キャンペーン                                                  | 2019年6月16日  |
| カゴメ『野菜一日これ一本』                                                         | きみをおもって、飲む野菜。・11月17日は家族の日・3商品                                           | 2019年11月17日 |
| 富士フイルム『企業』                                                               | お正月を写そう・ウォールデコ                                                                    | 2018年12月29日 |
| 米久『御殿場高原あらびきポーク』                                                   | 歌い踊りだす男性                                                                                | 2019年4月1日   |
| 米久『御殿場高原あらびきポーク』                                                   | 歌い踊りだす男性・リビング                                                                      | 2019年9月1日   |
| 米久『御殿場高原あらびきポーク』                                                   | 歌い踊りだす男性・リビング・新しくなった                                                        | 2020年10月1日  |
| スクウェア・エニックス『星のドラゴンクエスト』                                     | 超うれしい・4th・100連ふくびき 10000ジェム                                                      | 2019年10月5日  |
| スクウェア・エニックス『星のドラゴンクエスト』                                     | 全ドラクエファンには〜・4th・100連ふくびき 10000ジェム                                          | 2019年10月5日  |
| スクウェア・エニックス『星のドラゴンクエスト』                                     | その数え方!!・4th・100連ふくびき 10000ジェム                                                    | 2019年10月5日  |
| スクウェア・エニックス『星のドラゴンクエスト』                                     | CM時間内に言えませんでした!・4th・100連ふくびき 10000ジェム                                     | 2019年10月5日  |
| スクウェア・エニックス『星のドラゴンクエスト』                                     | CEO・4th・100連ふくびき 10000ジェム                                                             | 2019年10月5日  |
| スクウェア・エニックス『星のドラゴンクエスト』                                     | 8506・4th・100連ふくびき 10000ジェム                                                            | 2019年10月6日  |
| スクウェア・エニックス『星のドラゴンクエスト』                                     | 運営会議中・Q.離れたユーザーに戻ってきてもらうには?・1万ジェム+新春おみくじ3万ジェム            | 2020年1月1日   |
| スクウェア・エニックス『星のドラゴンクエスト』                                     | 運営会議中・Q.新春キャンペーンのプレゼントは?・1万ジェム+新春おみくじ3万ジェム                  | 2020年1月1日   |
| スクウェア・エニックス『星のドラゴンクエスト』                                     | 運営会議中・Q.新春キャンペーンどうしますか?・1万ジェム+新春おみくじ3万ジェム                    | 2020年1月1日   |
| スクウェア・エニックス『星のドラゴンクエスト』                                     | 運営会議中・Q.新たにそうびを追加するとしたら?・1万ジェム+新春おみくじ3万ジェム                  | 2020年1月1日   |
| スクウェア・エニックス『星のドラゴンクエスト』                                     | 運営会議中・Q.さらにユーザーの心を掴むには?・1万ジェム+新春おみくじ3万ジェム                    | 2020年1月1日   |
| スクウェア・エニックス『星のドラゴンクエスト』                                     | 星ドラ5周年・最大5万ジェム相当                                                                  | 2020年10月14日 |
| スクウェア・エニックス『星のドラゴンクエスト』                                     | 祝!ドラクエ35周年・今後の予定大発表・1万ジェムプレゼント                                        | 2021年5月29日  |
| スクウェア・エニックス『星のドラゴンクエスト』                                     | HNT・10月15日は7周年・120連無料/5,000ジャム                                                     | 2022年10月1日  |
| スクウェア・エニックス『星のドラゴンクエスト』                                     | HNT・7周年・15,000ジェム                                                                        | 2022年10月15日 |
| 大王製紙『GOO.Nプラス』                                                            | おむつにできることなんだろう?・敏感な肌に・NEW「グーンプラス 敏感な肌に」篇                     | 2020年10月21日 |
| 大王製紙『GOO.Nプラス』                                                            | おむつにできることなんだろう?・よく動く肌に・NEW「グーンプラス よく動く肌に」篇                 | 2020年10月21日 |
| 大王製紙『GOO.Nプラス』                                                            | おむつにできることなんだろう?・敏感な肌に                                                       | 2021年1月18日  |
| 大王製紙『GOO.Nプラス』                                                            | おむつにできることなんだろう?・よく動く肌に                                                     | 2021年1月18日  |
| 大王製紙『GOO.Nプラス』                                                            | おむつにできることなんだろう?・敏感な肌に・テープタイプ                                         | 2021年3月1日   |
| ディップ『企業』                                                                   | ワクチンインセンティブ情報をあなたに(バイトル)・ここでも〜                                      | 2021年11月1日  |
| ディップ『企業』                                                                   | ワクチンインセンティブ情報をあなたに(ここでも〜)                                                | 2021年11月1日  |
| ディップ『企業』                                                                   | ワクチンインセンティブ情報をあなたに(バイトルPRO)・ここでも〜(多数掲載中)                       | 2021年11月3日  |
| ディップ『企業』                                                                   | ワクチンインセンティブ情報をあなたに(バイトルPRO)・ここでも〜                                   | 2021年11月3日  |
| ディップ『企業』                                                                   | ワクチンインセンティブ情報をあなたに(バイトル)・あのお店も〜・可能な方へのメッセージ            | 2021年11月3日  |
| ディップ『企業』                                                                   | ワクチンインセンティブ情報をあなたに(あのお店も〜)                                              | 2021年11月3日  |
| ディップ『企業』                                                                   | ワクチンインセンティブ情報をあなたに                                                            | 2021年11月4日  |
| ディップ『企業』                                                                   | ワクチンインセンティブ情報をあなたに(ここでも〜)・掲載中                                        | 2021年11月6日  |
| ディップ『企業』                                                                   | ステージでプレゼン「真矢本部長のプレゼン」篇                                                    | 2023年9月1日   |
| ディップ『企業』                                                                   | ステージでプレゼン・40万件以上                                                                  | 2023年10月3日  |
| ディップ『バイトル』                                                               | 研究所・dip AI 爆誕!                                                                            | 2024年10月25日 |
| ディップ『バイトル』                                                               | 研究所・dip AI・優秀なAIが1人1人に                                                              | 2024年11月11日 |
| ディップ『バイトルアプリ』                                                         | バイトルズ・営業さん「営業さん、交渉する」篇                                                    | 2022年1月22日  |
| ディップ『バイトルアプリ』                                                         | バイトルズ・時給アップ(注釈付き)                                                                | 2022年1月27日  |
| ディップ『バイトルアプリ』                                                         | バイトルズ・時給アップ                                                                          | 2022年1月27日  |
| ディップ『バイトルアプリ』                                                         | バイトルズ・時給アップ(注釈付き)・20万件以上                                                    | 2022年4月11日  |
| ディップ『バイトルアプリ』                                                         | バイトルズ・時給アップ・20万件以上                                                              | 2022年4月19日  |
| ディップ『バイトルアプリ』                                                         | バイトルズ・営業さん・20万件以上                                                                | 2022年7月4日   |
| ディップ『バイトルアプリ』                                                         | バイトルズ・営業さん・20万件以上(※22年5月時点)                                                  | 2022年7月17日  |
| ディップ『バイトルアプリ』                                                         | バイトルズ・時給アップ・20万件以上(22年5月時点)                                                 | 2022年7月21日  |
| ディップ『バイトルアプリ』                                                         | バイトルズ・時給アップ(注釈付き)・20万件以上(22年5月時点)                                       | 2022年8月27日  |
| ディップ『バイトルアプリ』                                                         | バイトルズ・営業さん(注釈付き)・20万件以上(22年5月時点)                                         | 2022年8月28日  |
| ディップ『バイトルアプリ』                                                         | 焼き肉店・忙しすぎる店員                                                                        | 2023年3月17日  |
| ディップ『バイトルアプリ』                                                         | 焼き肉店・応募に来た女性たち「営業さん、交渉する。焼肉店」篇                                    | 2023年3月17日  |
| ディップ『バイトルアプリ』                                                         | 面接・多様性の時代・社員ならバイトルNEXT                                                        | 2023年10月2日  |
| ディップ『バイトルアプリ』                                                         | 面接・多様性の時代・社員ならバイトルNEXT(BI改)                                                  | 2024年7月9日   |
| ディップ『バイトルアプリ』                                                         | スポットバイトル×バイトル                                                                       | 2024年12月12日 |
| ディップ『バイトルアプリ』                                                         | スポットバイトル×バイトル・チケット当たる                                                       | 2025年2月1日   |
| ディップ『バイトルアプリ』                                                         | 焼き肉店・応募に来た女性たち・No.1・メジャーリーグを応援                                        | 2025年3月2日   |
| ディップ『バイトルPRO』                                                            | 鸞平寺家の人々・お祈り「お祈り」篇                                                              | 2022年2月7日   |
| ディップ『バイトルPRO』                                                            | 鸞平寺家の人々・給料が上がった「踊る4兄弟」篇                                                   | 2022年2月10日  |
| マネジメントソリューションズ『PROEVER』                                            | プロジェクトに推進力を。                                                                        | 2022年2月24日  |
| 旭化成ホームプロダクツ『クックパー』                                               | ご覧になりましたか?・今日の新聞広告                                                             | 2022年9月21日  |
| 引越社『企業』                                                                     | 巨大化したDAIGO・MYA・スタッフ大募集                                                            | 2023年12月30日 |
| 引越社『企業』                                                                     | 巨大化したDAIGO・MHA 身元保証アリ・スタッフ大募集・広島西支店OPEN!エリア拡大中                  | 2024年9月1日   |
| 引越社『企業』                                                                     | 巨大化したDAIGO・MYA・スタッフ大募集・広島西支店OPEN                                            | 2024年9月6日   |
| 引越社『企業』                                                                     | 巨大化したDAIGO・MHA 身元保証アリ・スタッフ大募集・No.1                                         | 2025年4月7日   |
| ハッピーエレメンツ『あんさんぶるスターズ!』                                        | 9周年 新章オーディション編 開幕                                                                 | 2024年4月28日  |
| ABCアーク『歴史人』                                                                | DAIGOも台所〜きょうの献立何にする?レシピ本〜・12/16                                             | 2024年12月13日 |
| エスビー食品『マジックソルト』                                                     | おいしさ香る、三ツ星ブレンド・8商品・新登場「マジックソルトな毎日」篇                           | 2025年3月23日  |
| エスビー食品『マジックソルト』                                                     | おいしさ香る、三ツ星ブレンド・8商品・新登場                                                     | 2025年3月24日  |

## 書籍
| 刊行日        | タイトル  | 出版社 |
| ------------- | --------- | ------ |
| 2015年8月19日 | DAI語辞典 | ぴあ   |

## WEB
- DAIGO P（2010年1月27日 - 2019年12月19日、ニコニコ生放送） - 月1レギュラー
- ラストキス〜最後にキスするデート（2018年12月21日 - 2019年3月1日、Paravi） - MC
- 星のダイゴクエスト（2020年5月 - 、YouTube「星ドラ公式チャンネル」） - 冠番組 毎週金曜日
- 未来日記（2021年12月14日 - 2022年5月31日、Netflix） - MC

### テレビドラマ
- Stand Up!! 第8話（2003年8月22日、TBS） - シン 役
- ラブシャッフル（2009年1月16日 - 3月20日、TBS） - 大石諭吉 役
- LADY〜最後の犯罪プロファイル〜 第1話（2011年1月7日、TBS） - 国木田譲 役
- STAND UP!ヴァンガード（2012年5月3日、テレビ東京） - ダイゴ 役[110][111] ヴァンガード実写版
- ヒガンバナ〜警視庁捜査七課〜（2016年1月13日 - 3月16日、日本テレビ） - 菊池謙人 役[112]
- 営業部長 吉良奈津子（2016年7月21日 - 9月22日、フジテレビ） - 一条達哉 役[113]
- ブラックリベンジ（2017年10月5日 - 12月8日、読売テレビ・日本テレビ） - 城田純一 役
- 貴族誕生（2019年11月28日 - 12月26日、日本テレビ） - シニア（安藤タロウ）役
- ザ・接待〜秘書のおもてなし〜 第1話（2020年11月5日、TELASA） - 与田雄一 役
- インビジブル 第1話・第3話・第5話・第8話（2022年4月15日・29日・5月13日・6月3日、TBS） - ラビアンローズ 役[114]
- 雲霧仁左衛門6（2023年8月25日 - 10月13日・NHK BSプレミアム） - 通人の与之助 役 
  - 雲霧仁左衛門ファイナル（2025年1月5日 - 、NHK BS・NHK BSプレミアム4K）[115]
- 仮面ライダーガッチャード 第16話 - 第18話（2023年12月24日 - 2024年1月14日） - ガッチャードデイブレイク（声）[116]

### 舞台
- 謎解きはディナーのあとで（2012年8月31日 - 9月9日） - 毒舌執事（影山） 役
- ミュージカル『リトルショップ・オブ・ホラーズ』（2010年5月13日 - 6月21日） - 気弱花屋店員（シーモア） 役

### テレビアニメ
- カードファイト!! ヴァンガード アジアサーキット編（2012年、テレビ東京系） - DAIGO （本人） 役
  - カードファイト!! ヴァンガード リンクジョーカー編（2013年、テレビ東京系）
  - カードファイト!! ヴァンガードG ギアースクライシス編（2015年、テレビ東京系）
- LOVE STAGE!!（2014年、BS11 他） - 瀬名聖湖 役[117]
- モンスターハンター ストーリーズ RIDE ON（2016年、フジテレビ系） - シルバ 役
- D4DJ First Mix（2021年、TOKYO MX 他） - 三橋空 役
- みいつけた!（2009年 - 、NHK Eテレ）オスワルおうじ 役

### ゲーム
- D4DJ Groovy Mix（2021年） - 三橋空 役[118]
- 仮面ライダーバトル ガンバレジェンズ（2024年） - 仮面ライダーガッチャードデイブレイク 役[119]

### ドラマCD
- トレイン☆トレイン（2004年7月25日、新書館） - ホスト（児玉健一） 役（姉である影木栄貴原作のドラマCD）DAIGO☆STARDUST名義

### ボイスコミック
- BACK STAGE!!（2023年、主演・瀬名聖湖）[120][注 3]

### PV
- ゴールデンボンバー「あの素晴らしい朝をもう一度」（2014年1月1日）

### CM
- ロッテ ロッテアイス「クールショック」（2003年）[121]
- 日産自動車 「オッティ」（2008年） - オッティくんの声（哀川翔と共に、前・後交代でオッティくんの声を担当）
- ハドソン エクシング 「カラオケJOYSOUND Wii」（2008年） - 「おじいちゃんと孫篇」「女子高生篇」 ※任天堂版も実在するが、こちらは出演していない。
- 江崎グリコ
  - 「牧場しぼり」（2009年）
  - 「プリッツ」（2017年）
- キリンビール 淡麗ストレート（2009年）
- DARIYA men's Palty（2009年）
- LION CHARMY 泡のチカラ（2009年 - 2011年） - 武士の格好で泡賀剥ヶ介（あわがはがすけ）として出演
- アメーバピグ（2010年4月14日 - 5月13日）
- ブシロード
  - 「カードファイト!! ヴァンガード」（2011年 - ）
  - 「フューチャーカード バディファイト」（2016年 - 2018年）[122]
  - カードファイト‼︎ ヴァンガード ZERO「中華配達員」編、「プロレスコーチ」編（2020年3月 - ）[123]
- アサヒビール slat（2012年） - 中山美穂と共演。[124][125]
- GROP（2014年9月 - ）※中四国・関西中心
- 九州旅客鉄道「どっちがウィッシュ?長崎VS熊本」（2015年 - ）[126]
- ダイハツ工業「タント」（2015年 - 2019年） - 加藤ローサと共演
- カプコン モンスターハンタークロス「狩技」篇（2015年 - ）[127]
- ユーキャン 整理収納アドバイザーに挑戦（2016年1月 - ）[128][129][130][131]
- プレナス ほっともっと「ご当地弁当」（2016年3月 - ）[132]
- DMM.com DMM電子書籍（2016年 - ）[133]
- セイバン「ランドセル 天使のはね・シリーズ」（2016年 - 2019年）[134]
- 太田胃散「太田胃散A〈錠剤〉」（2016年 -）[135]
- ティーバイティー「買取王子」（2017年 - ）[136]
- 第一生命 ジャスト（2018年 - ） - 今田美桜とノブ（千鳥）と共演
- カゴメ 野菜一日これ一本「きみをおもって飲む野菜」篇（2018年 - ）[137]
- 富士フイルム「お正月を写そう♪2019 それぞれのウォールデコ」篇（2018年12月 - ）[138]
- 伊藤ハム米久HD 米久 御殿場高原あらびきポーク「スーパー篇」「食卓篇」（2019年 - ）[139]
- スクウェア・エニックス 星のドラゴンクエスト
  - 「4周年 DAIGOインタビュー CEO」篇（2019年10月 - ）[140]
  - 「4周年 DAIGOインタビュー 星ドラとは」篇（2019年10月 - ）[140]
  - 「4周年 DAIGOインタビュー 数え方」篇（2019年10月 - ）[140]
  - 「4周年 DAIGOインタビュー 職業レベル」篇（2019年10月 - ）[140]
  - 「4周年 DAIGOインタビュー マルチプレイ」篇（2019年10月 - ）[140]
  - 「4周年 DAIGOインタビュー オススメ」篇（2019年10月 - ）[140]
  - 「星ドラCEO DAIGOの運営会議 おみくじ。」篇（2020年1月 - ）[141]
  - 「星ドラCEO DAIGOの運営会議 プレゼント」篇（2020年1月 - ）[141]
  - 「星ドラCEO DAIGOの運営会議 DAI五」篇（2020年1月 - ）[141]
  - 「星ドラCEO DAIGOの運営会議 メタルキングの剣」篇（2020年1月 - ）[141]
  - 「星ドラCEO DAIGOの運営会議 ジェム大放出」篇（2020年1月 - ）[141]
  - 「星ドラCEO DAIGOの運営会議 大好き」篇（2020年1月 - ）[141]
- マネジメントソリューションズ「PMOってなんなんだ?篇」「PMOってなんなんだ?親子共演篇」（2020年 - ）[142]
- 大王製紙 エリエール GOO.N「敏感な肌に」篇「よく動く肌に」篇（2020年 - ）[143]
- ディップ
  - ワクチンインセンティブプロジェクト「ワクチンインセンティブ導入」編「ご存じですか」編（2021年11月 - ）[144]
  - バイトル「営業、交渉する」篇「年俸アップ会見？」篇（2022年1月22日 - ）[145]
  - バイトルPRO 鸞平寺（ランペイジ）家の人々「お祈り」篇「踊る4兄弟」篇（2022年2月7日 - ）[146]
- 引越社「アリさんマークの引越社 巨大なDAIGOさん」篇（2023年12月 - ）[147]

### ポスター
- 全国理容生活衛生同業組合連合会 「3A-tion」

### 玩具
- カードゲームヴァンガードDAIGOスペシャルセット（2013年6月1日、ブシロード） - 本人の実写カードが封入される
- DXウルトラマンサーガブレス、光る！鳴る！DXウルトラマンサーガドラマチックサウンドBIGフィギュア（2012年、バンダイ） - 映画『ウルトラマンサーガ』のDAIGOのセリフを収蔵しており再生が可能

## その他制作活動
- ローリー・ロドキンとのコラボレーション・ジュエリー（2009年1月、2012年10月26日 - 2013年1月26日）
- amebaのピグ・パーカー（2010年 - 現在終了）

### その他活動
- 島根県PR大使（2013年7月31日 - ） - 島根は祖父母・母の生まれ育った地である。2014年3月30日、島根のキャラクターしまねっこから感謝状を受ける[148]。また、「しまねソング」を作詞・作曲した（2014年7月）

## 受賞歴
- ネイルクイーン メンズ部門（2008年）
- ベストスマイル・オブ・ザ・イヤー（2008年）
- ブログ・オブ・ザ・イヤー アーティスト部門（2008年）
- ベストジーニスト 協議会選出部門（2009年）
- COTTON USAアワード Mr.COTTON USA（2009年）
- 日本ジュエリーベストドレッサー賞 男性部門（2016年）
- ベスト・ファーザー イエローリボン賞 芸能部門（2025年[149]） ※スマイルひまわり賞も受賞[150]